# 국립 인류학 박물관 (멕시코)
국립 인류학 박물관(스페인어: Museo Nacional de Antropología)은 멕시코 멕시코시티에 위치한 인류학 박물관이다. 멕시코에서 가장 큰 박물관이자 가장 방문객이 많은 박물관이다.

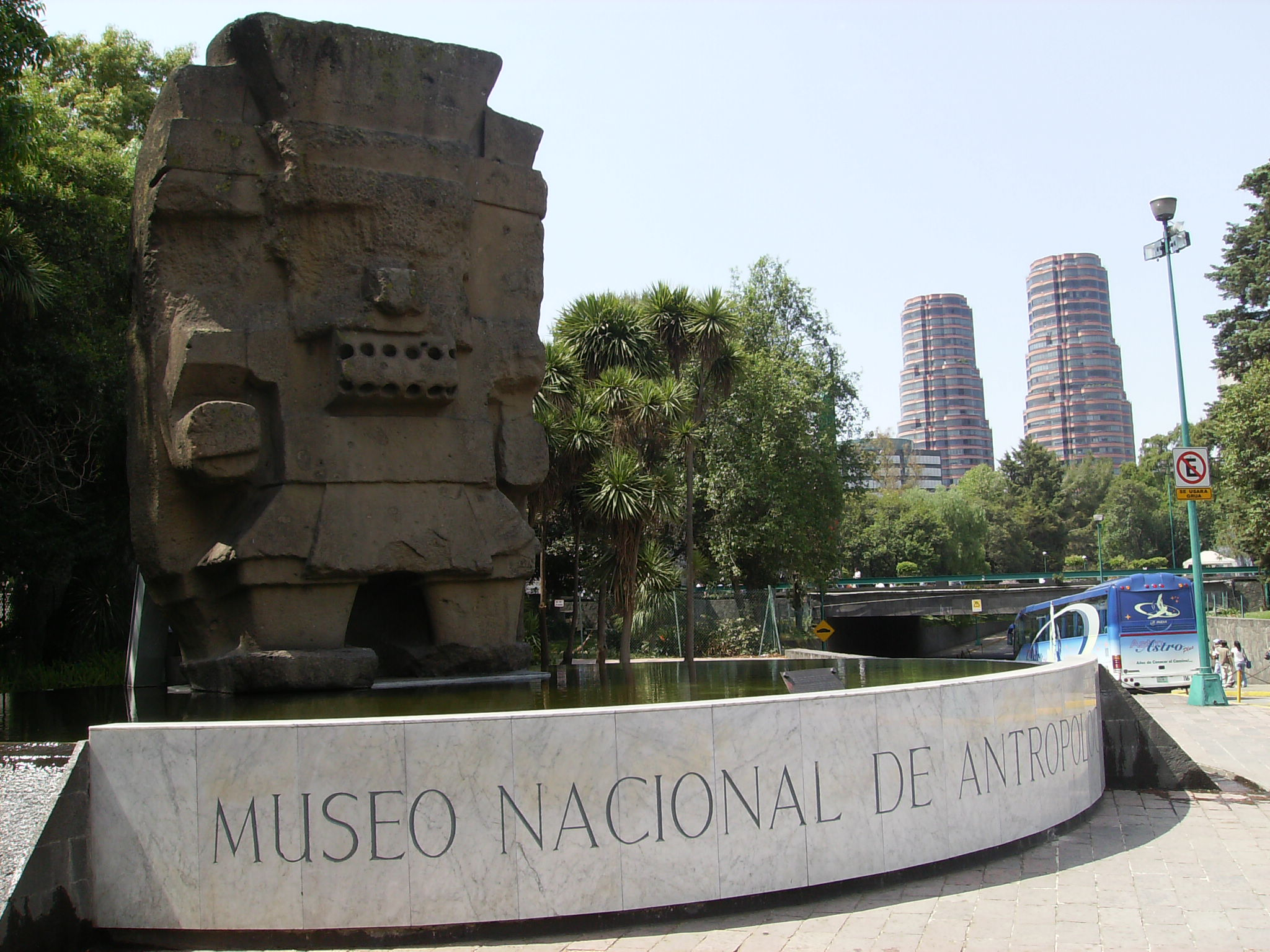
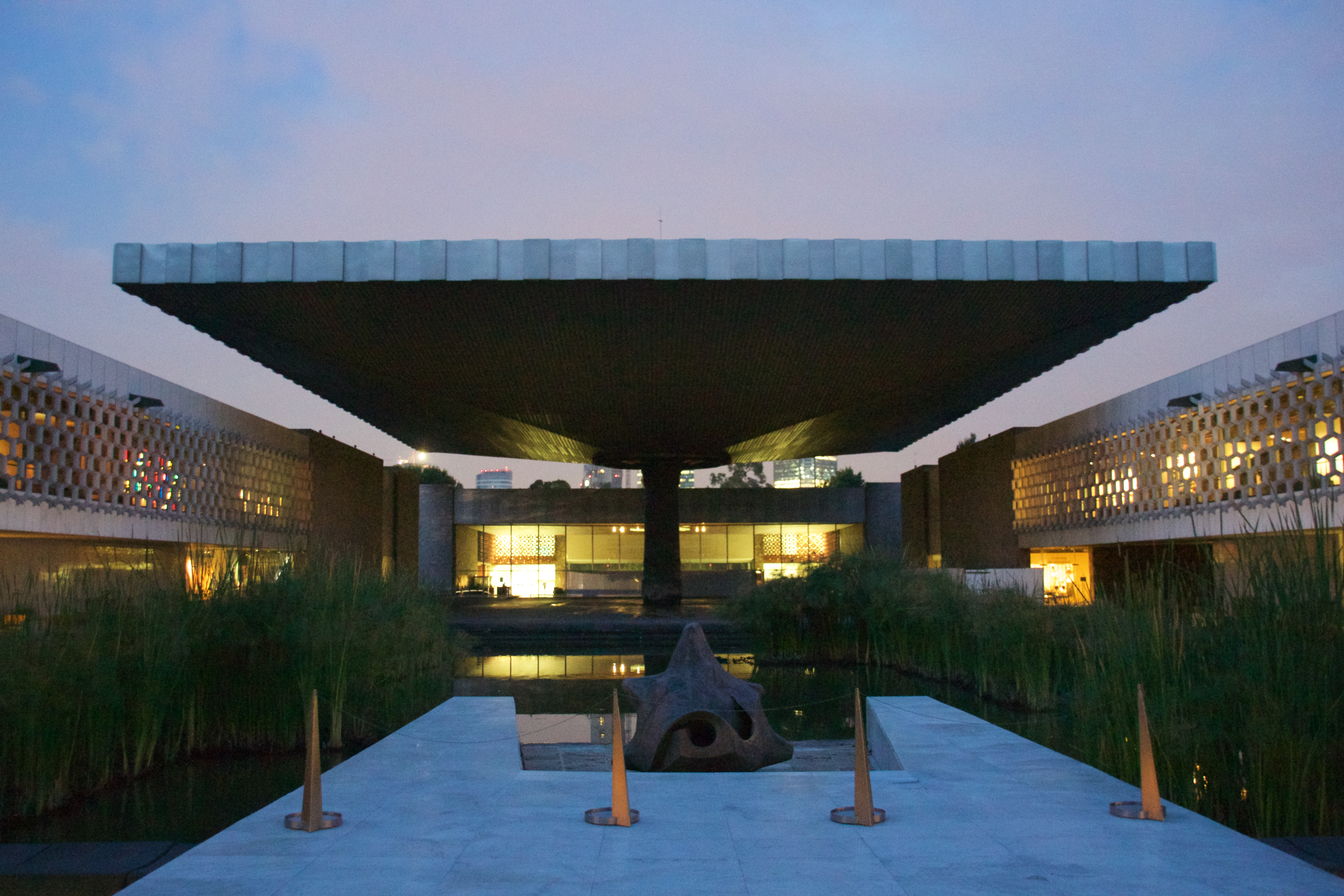
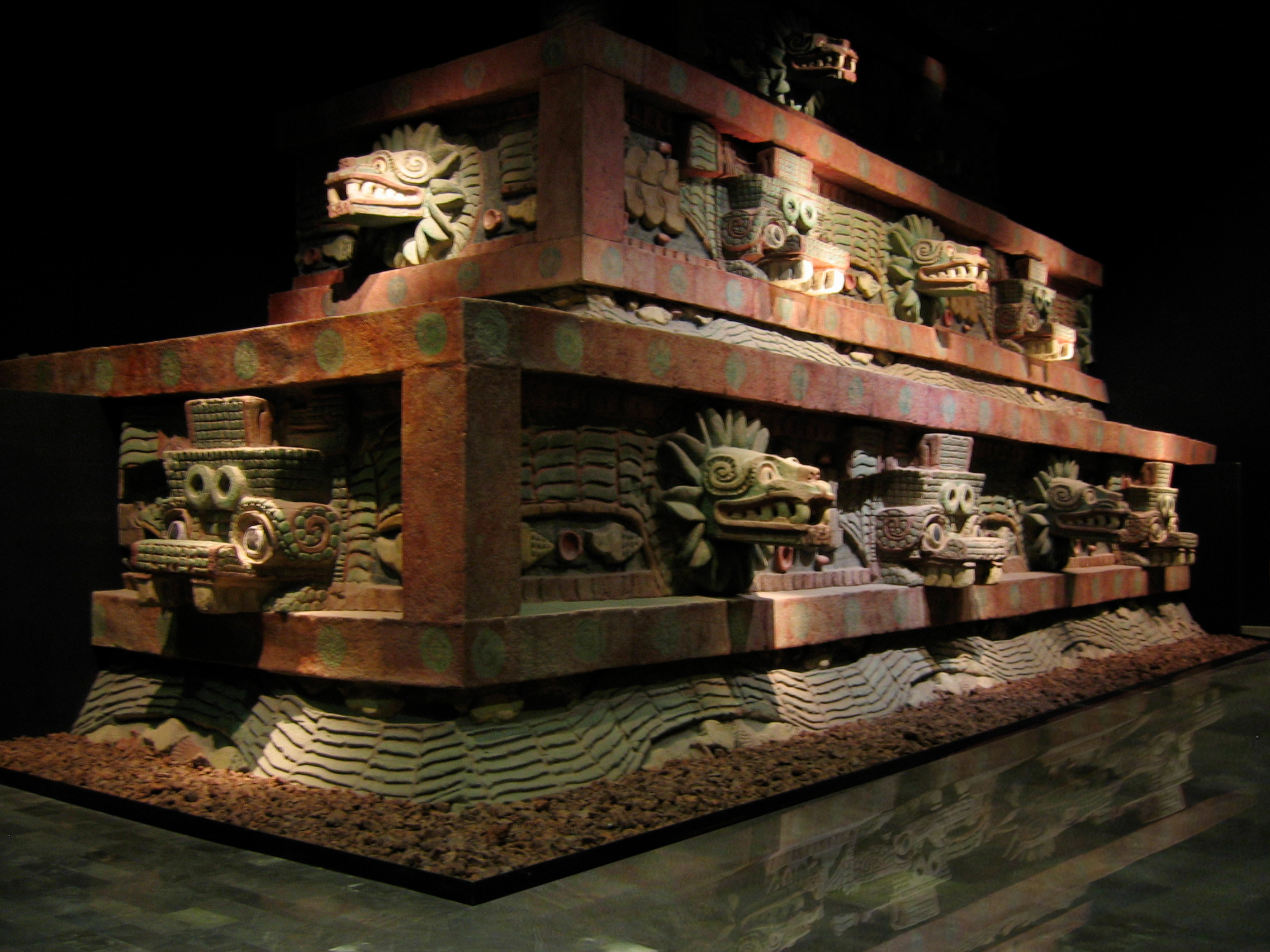
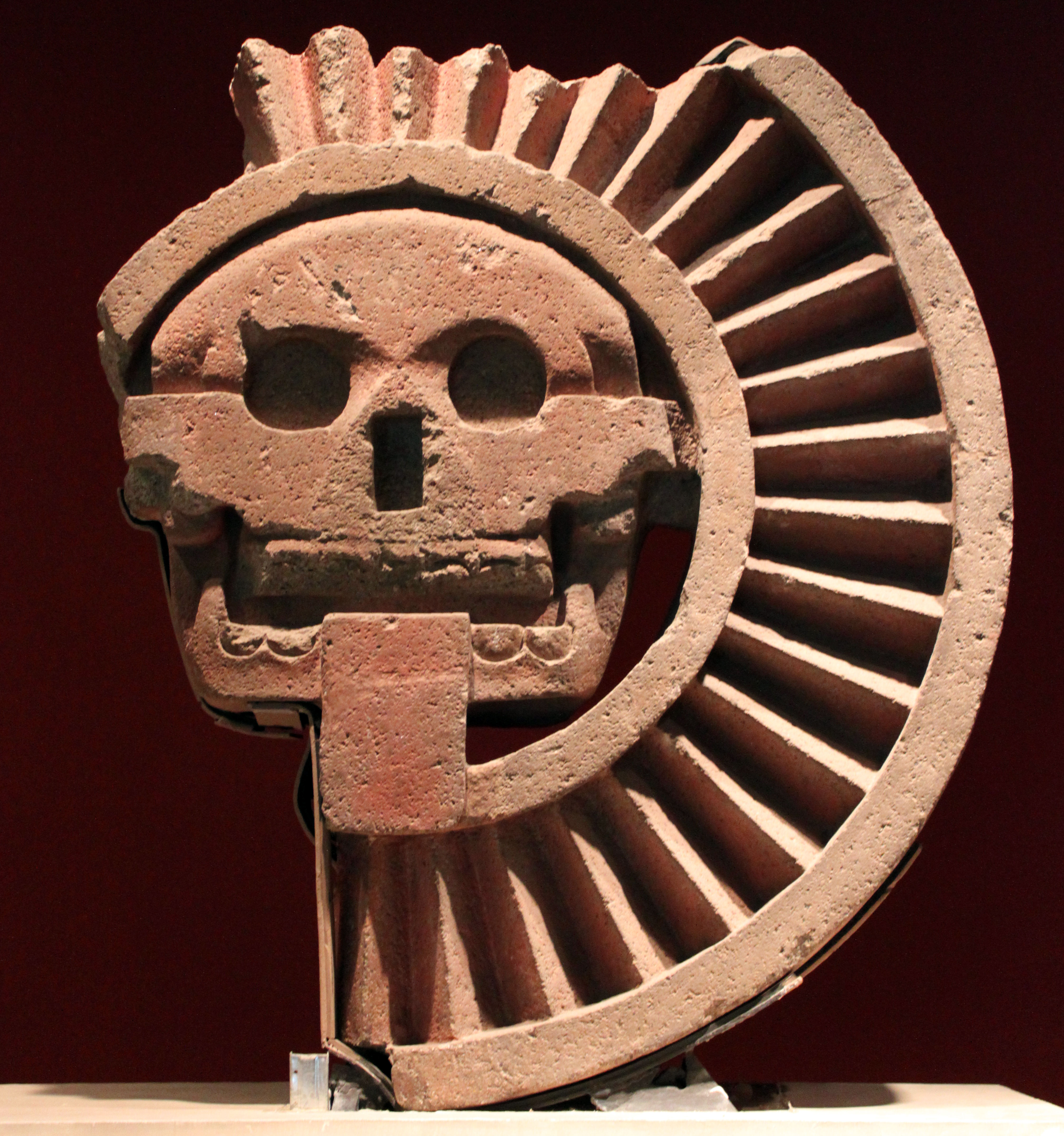
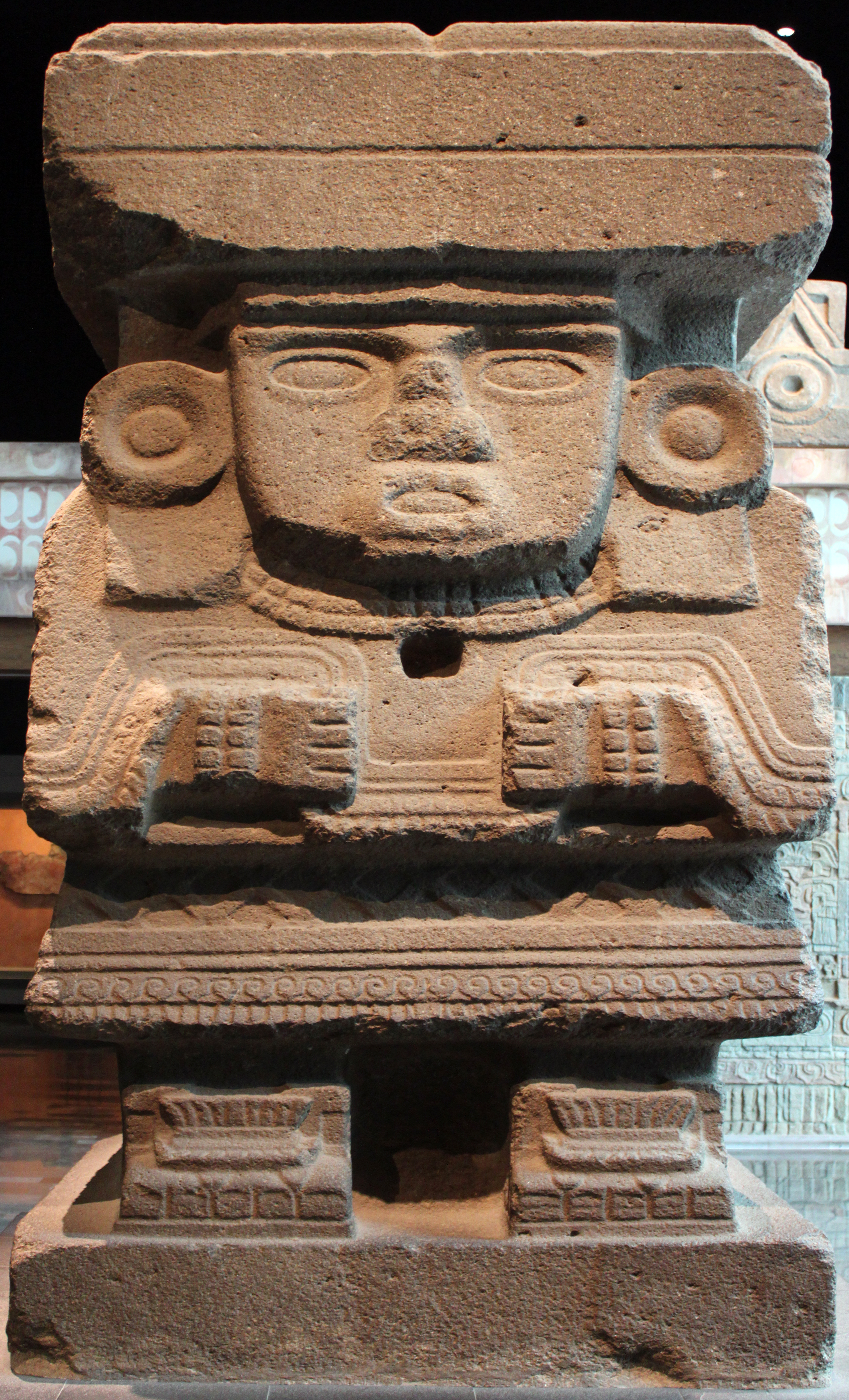
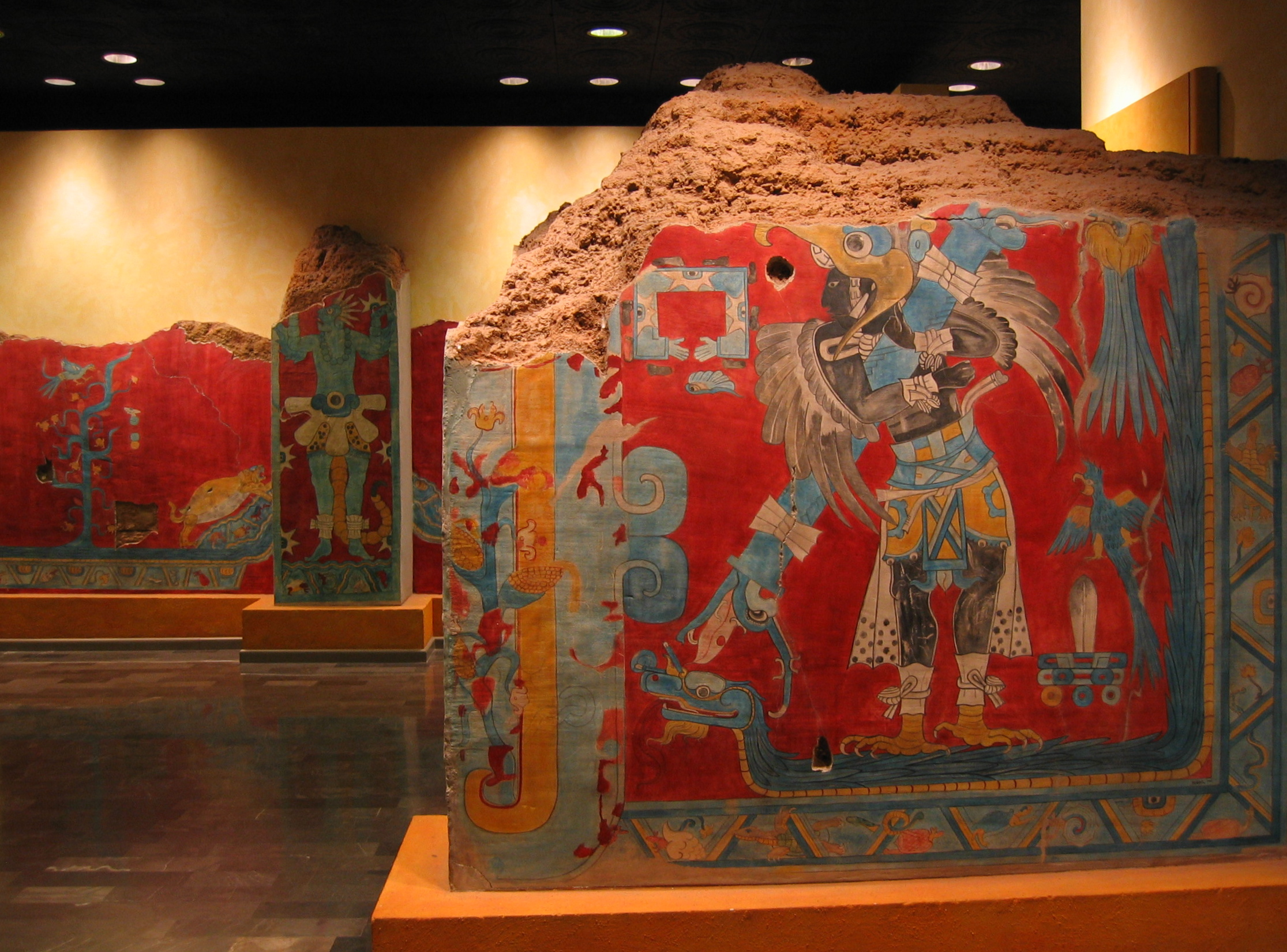
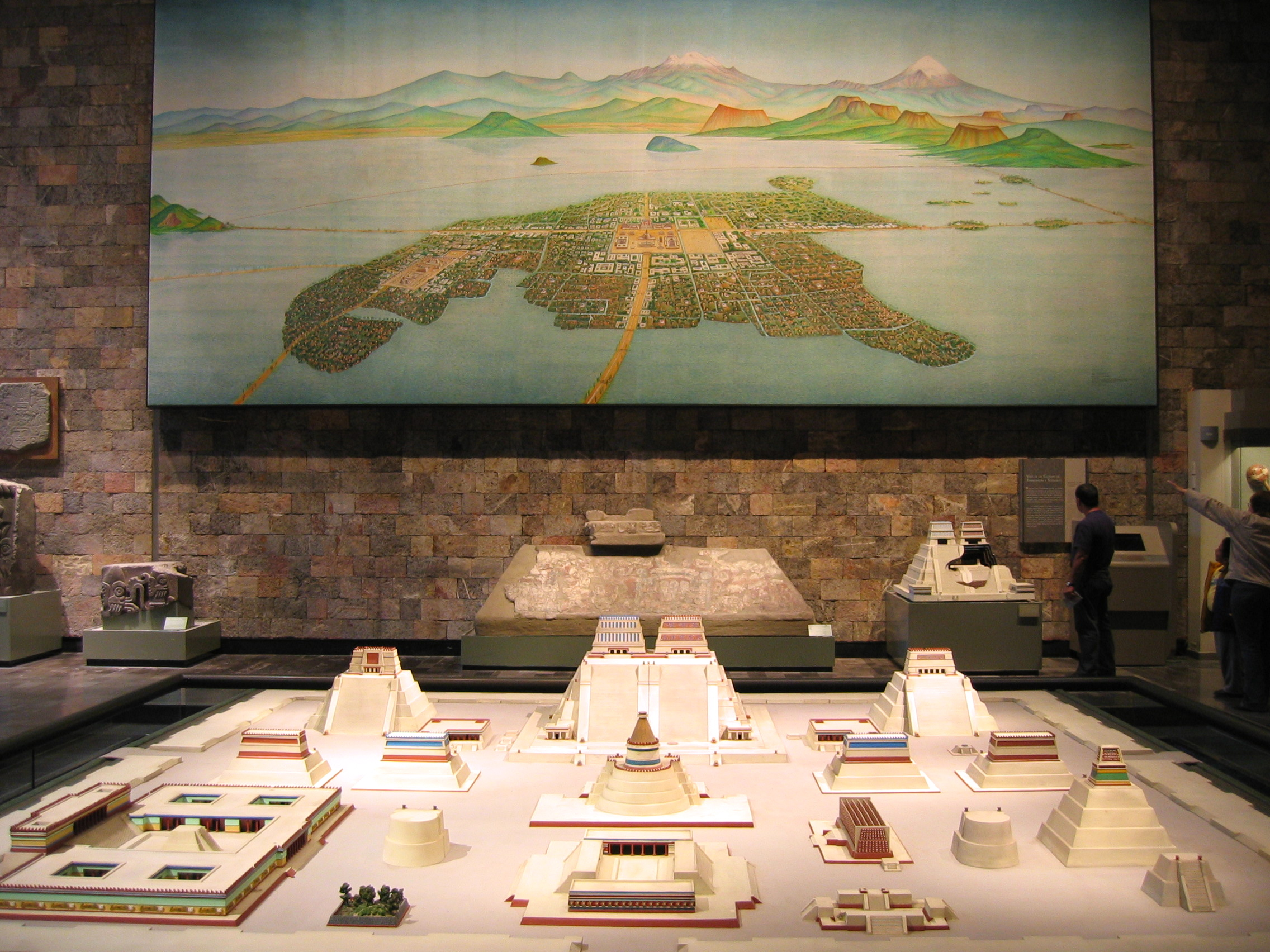
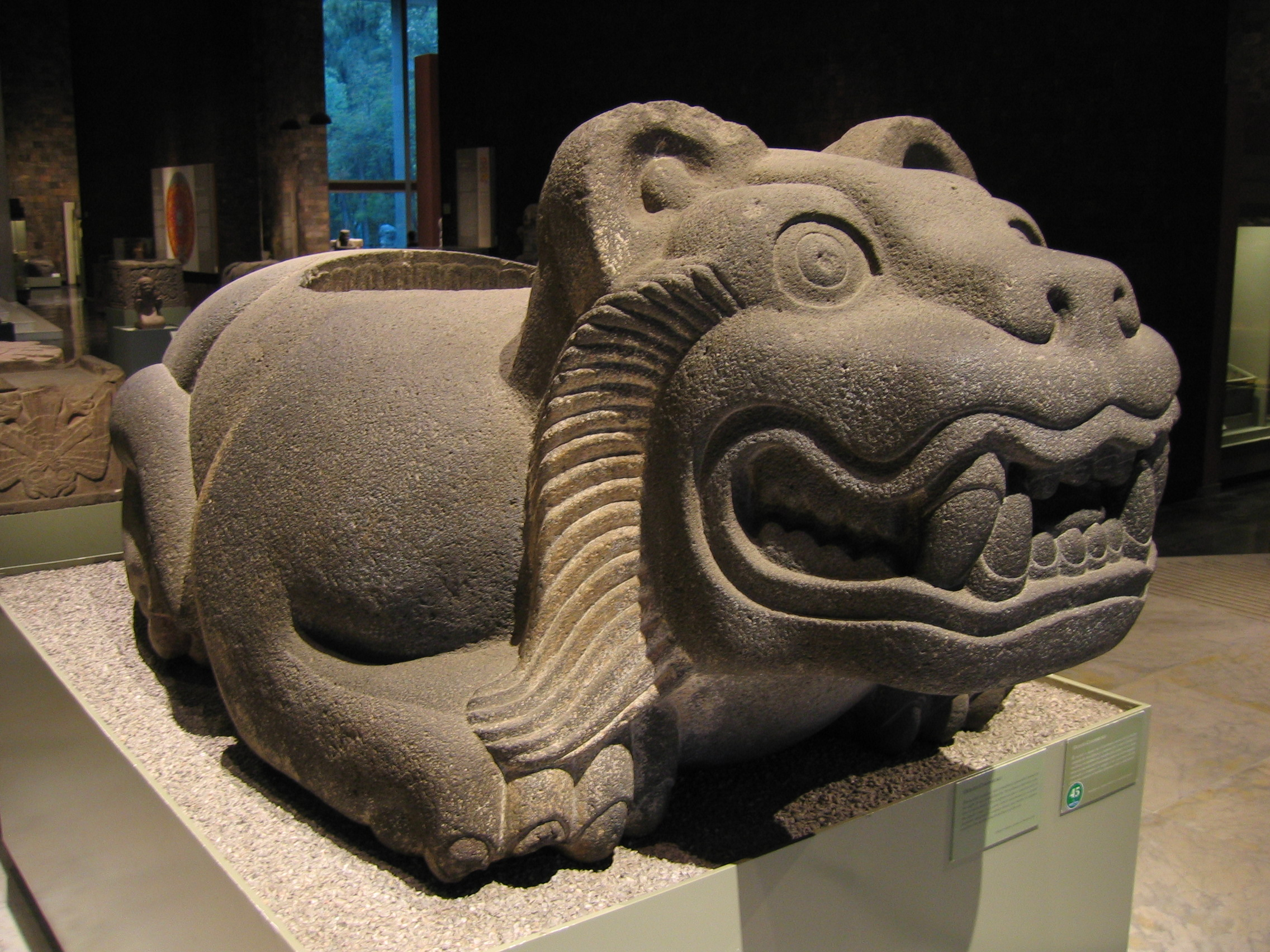
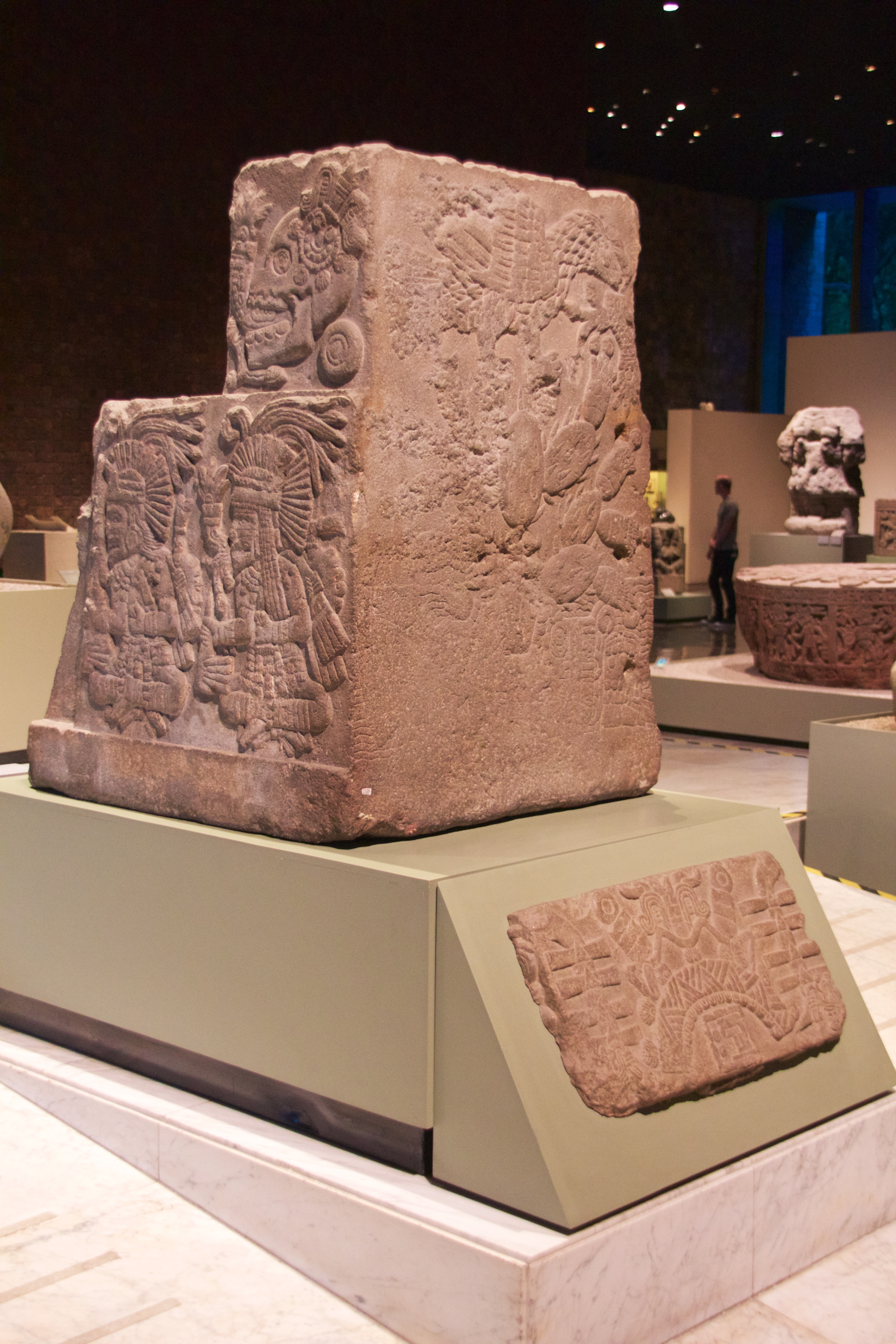
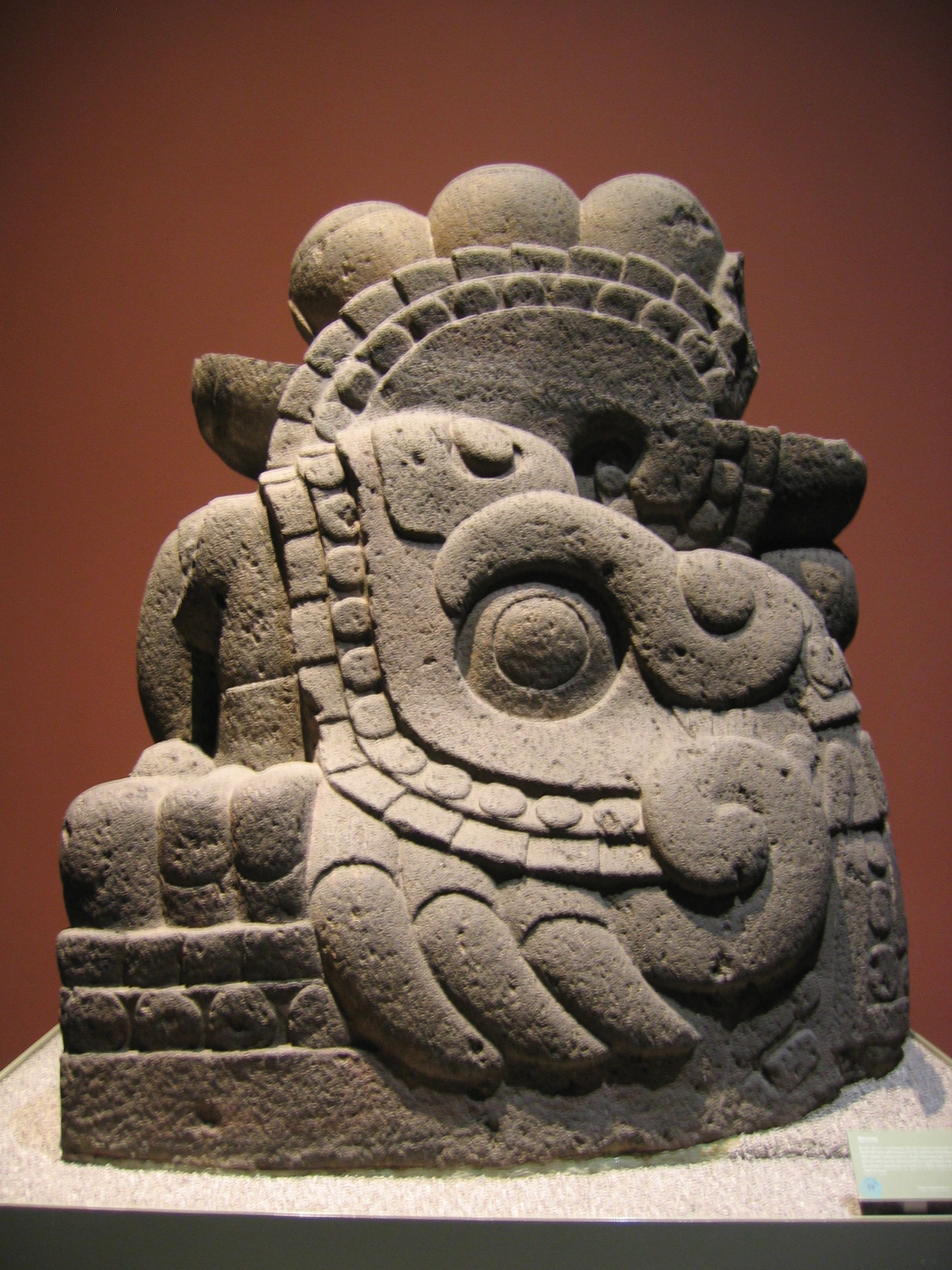
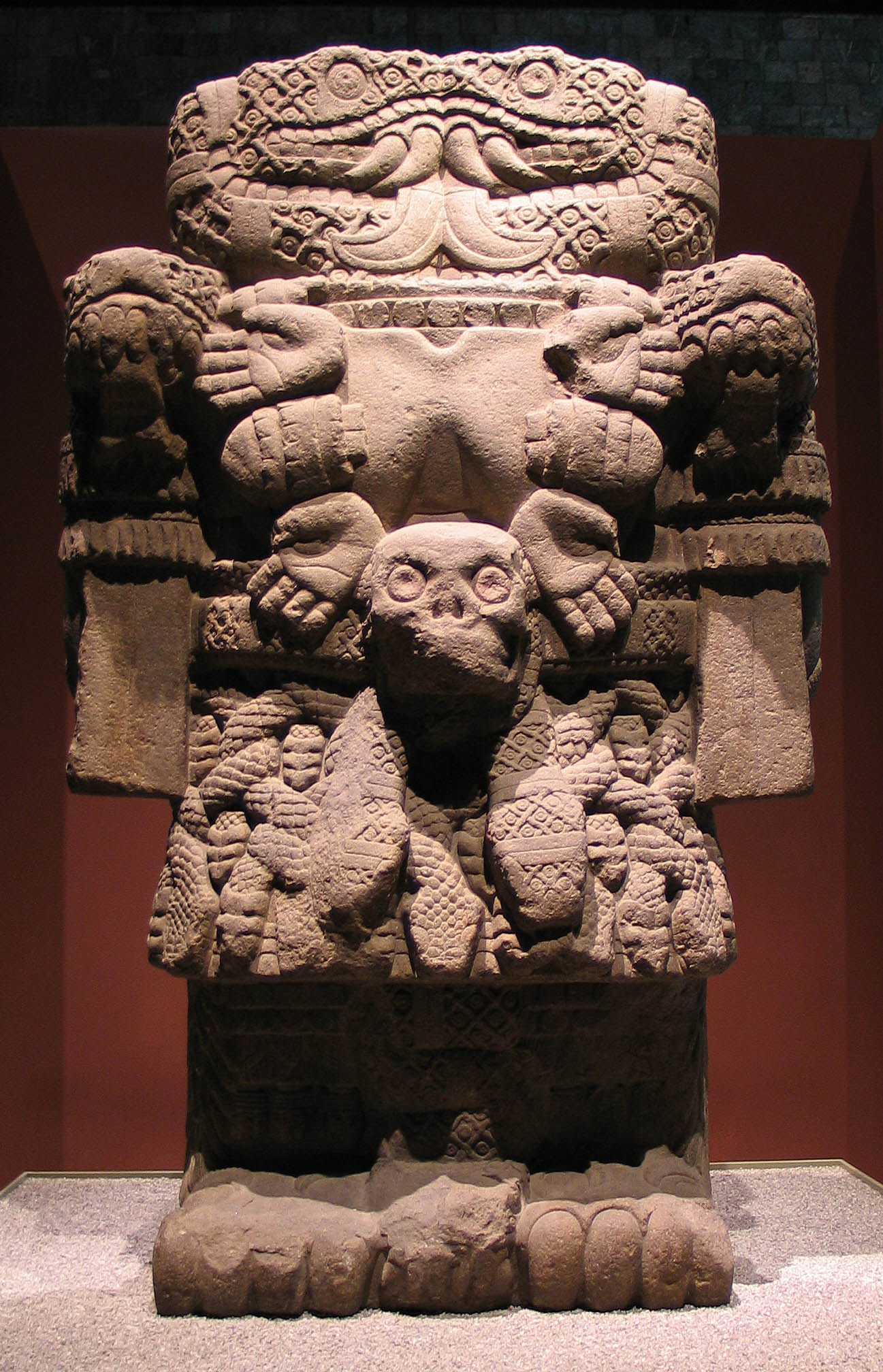
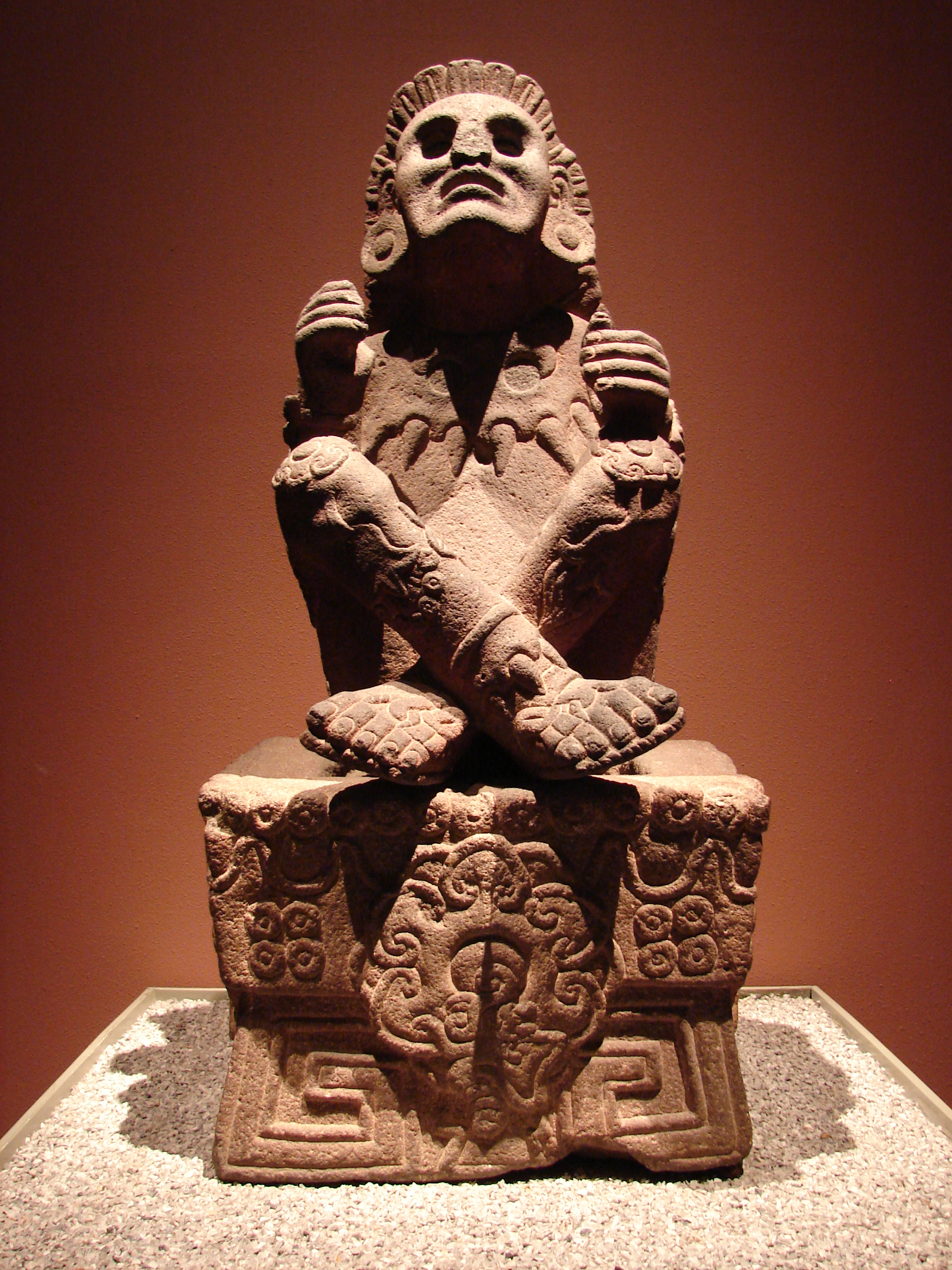
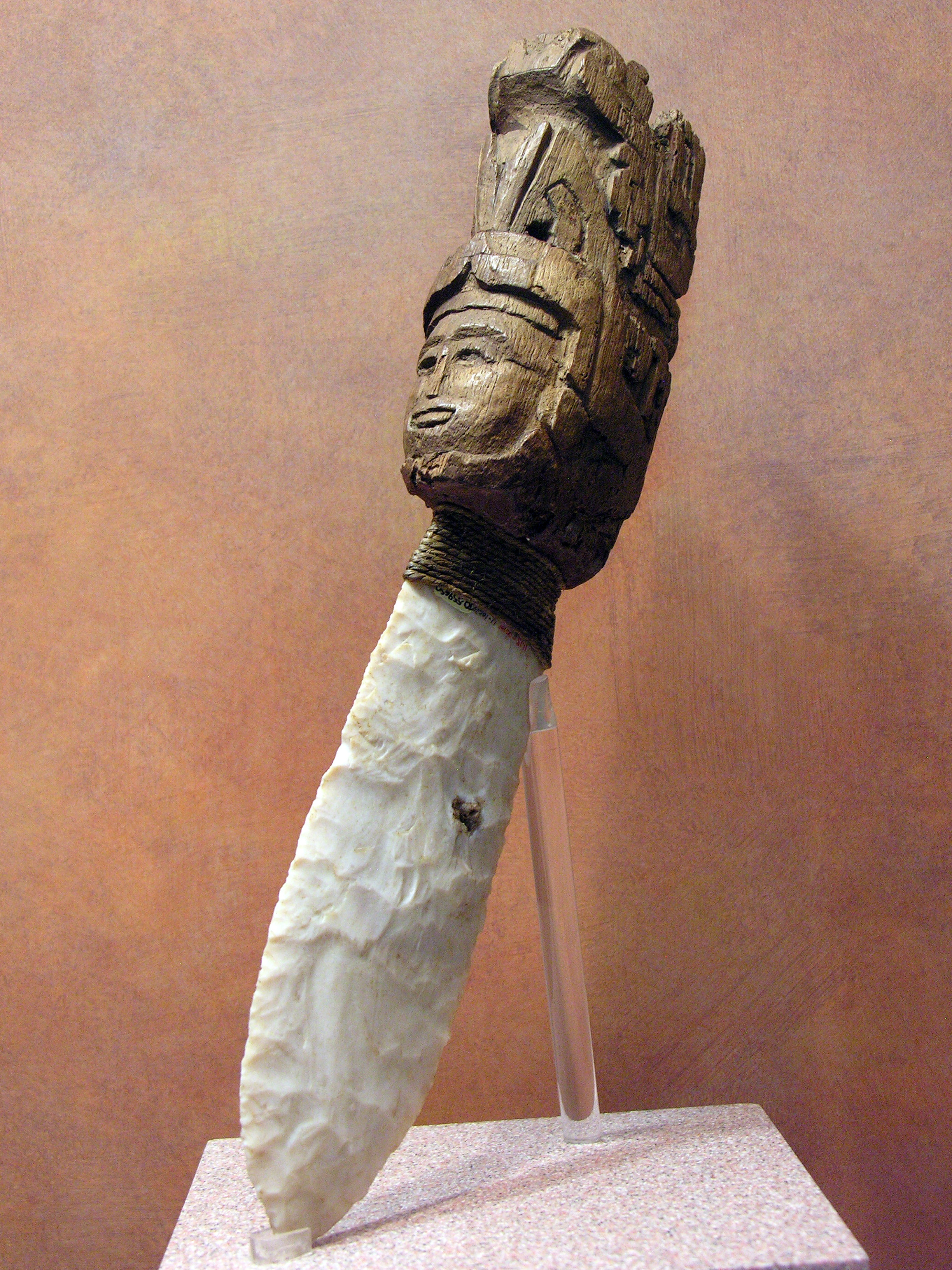
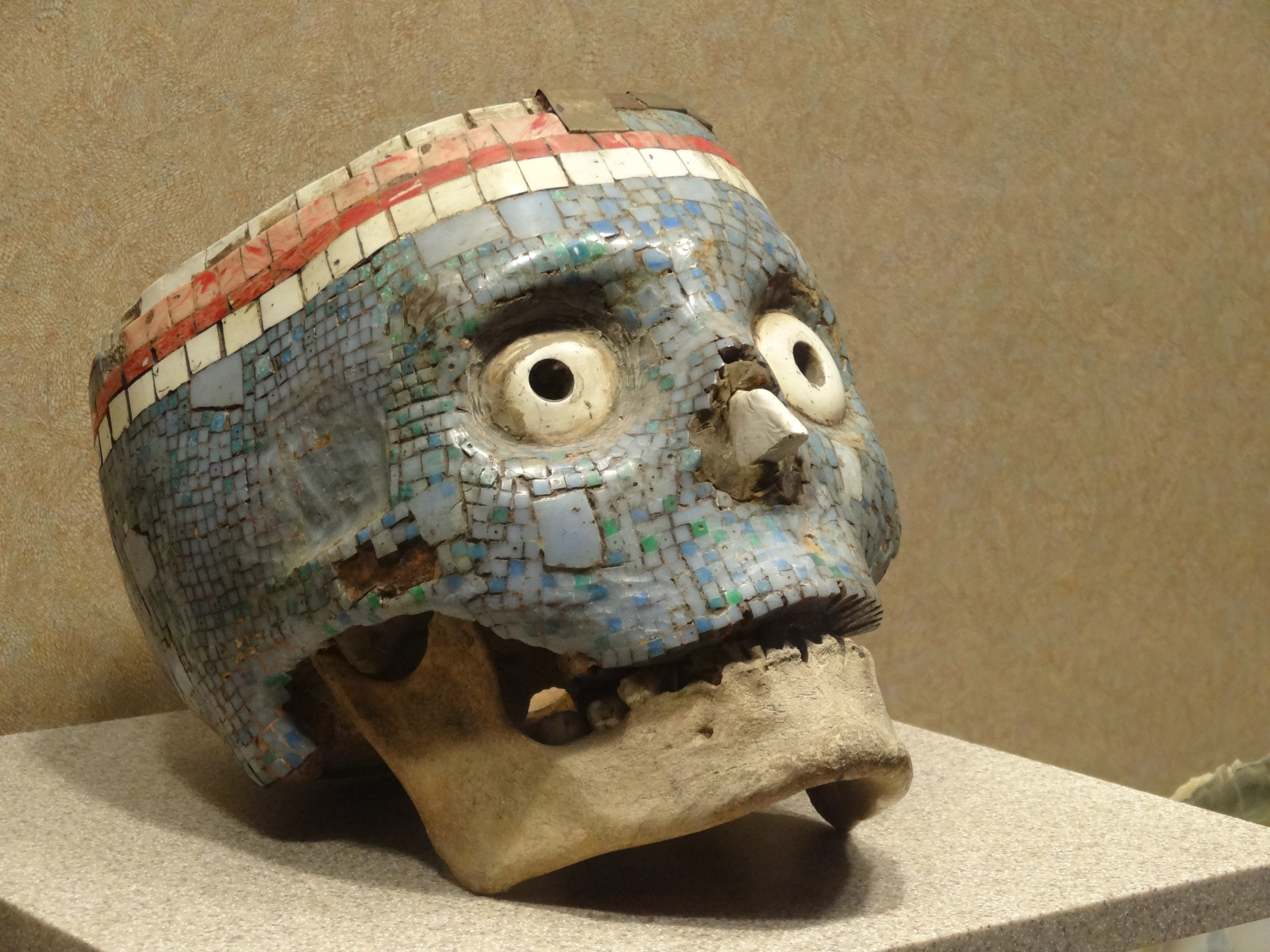
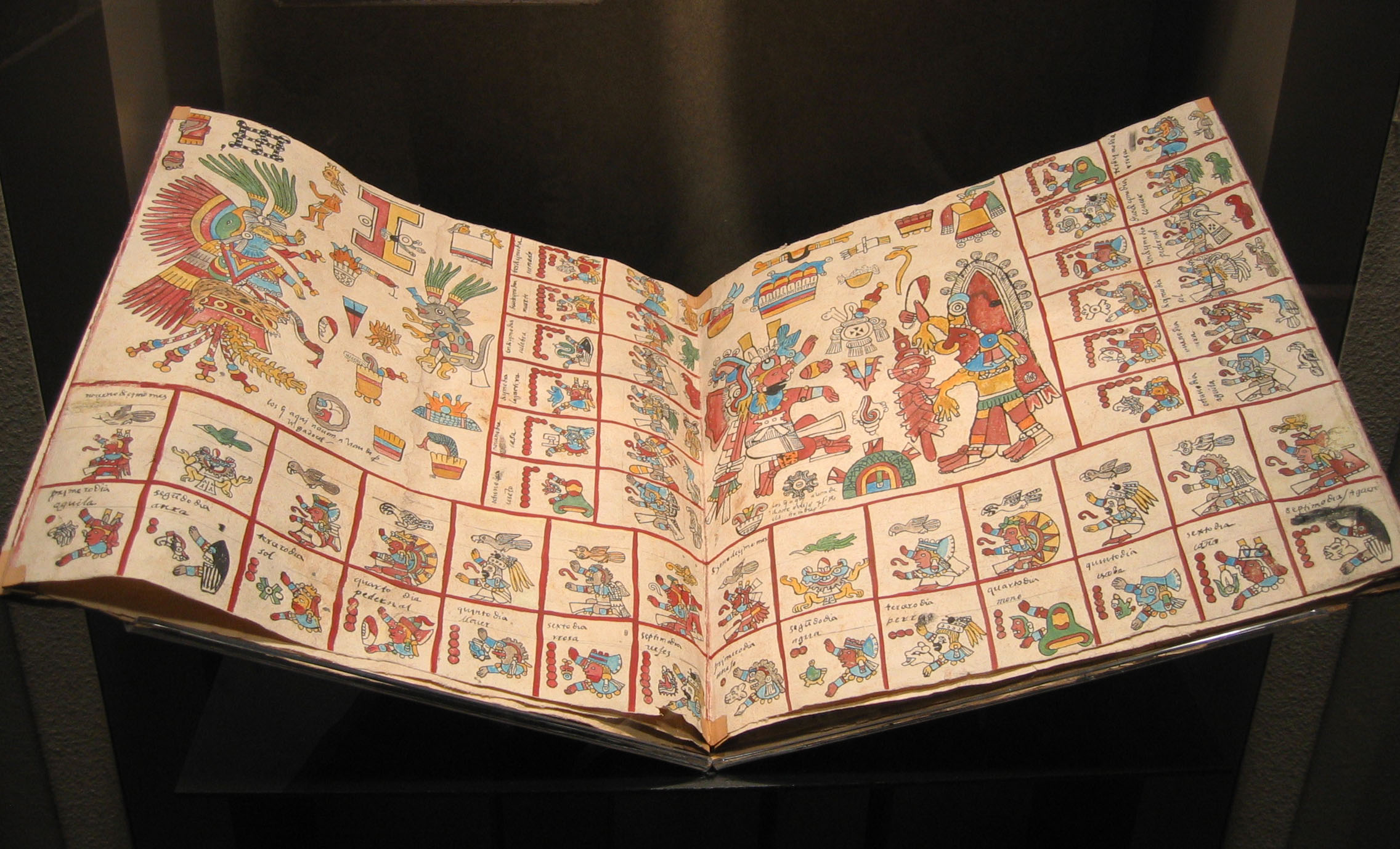
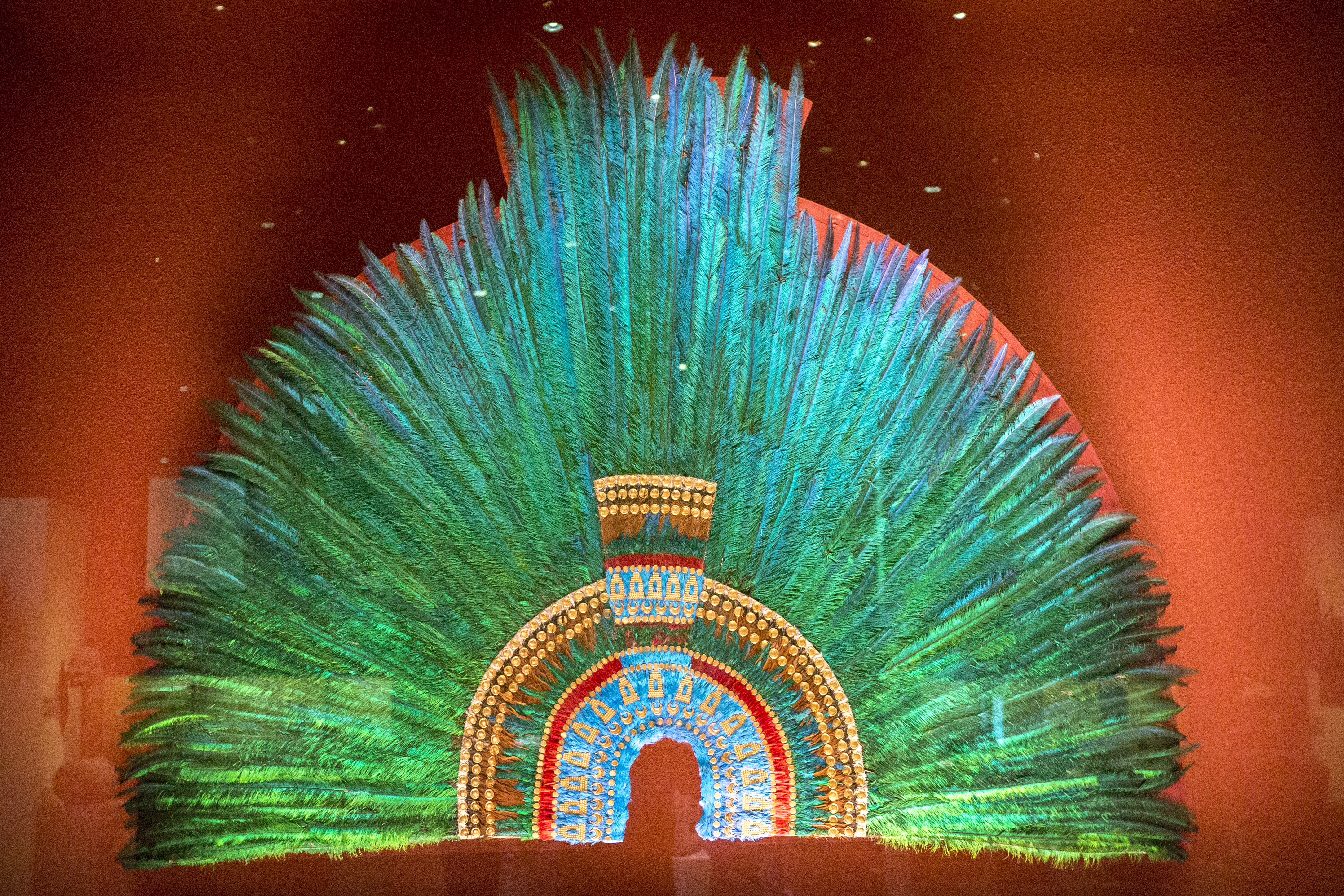
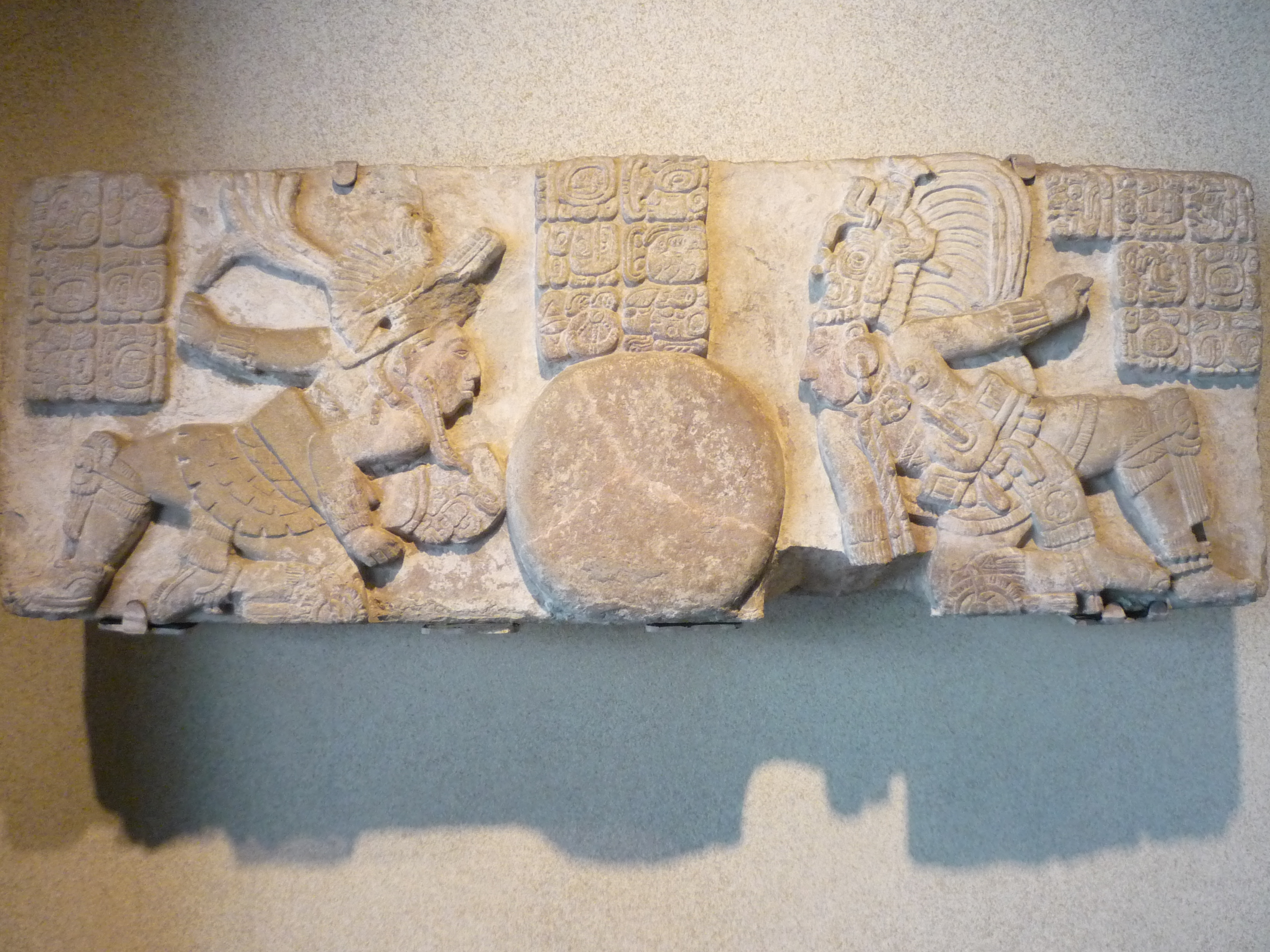
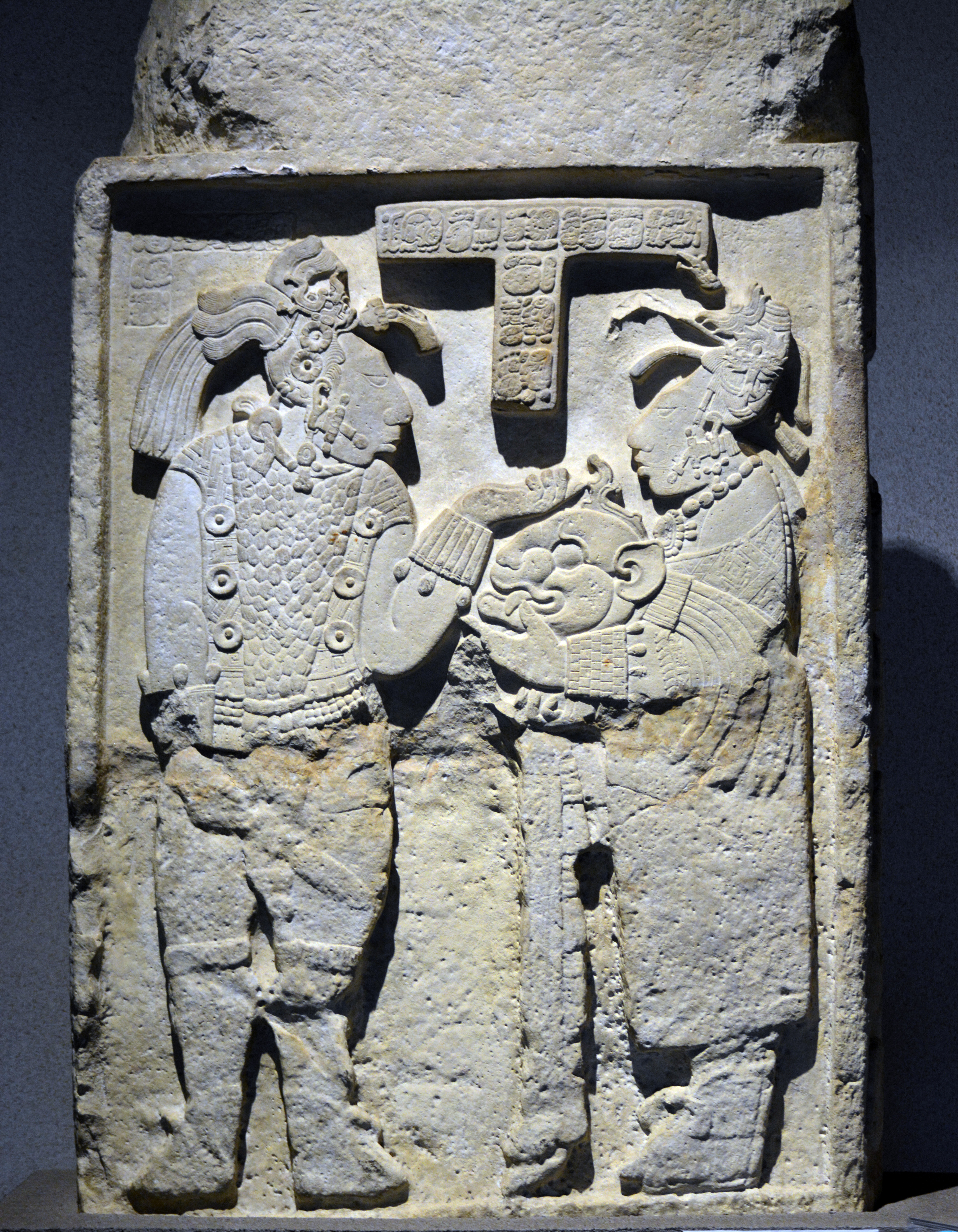
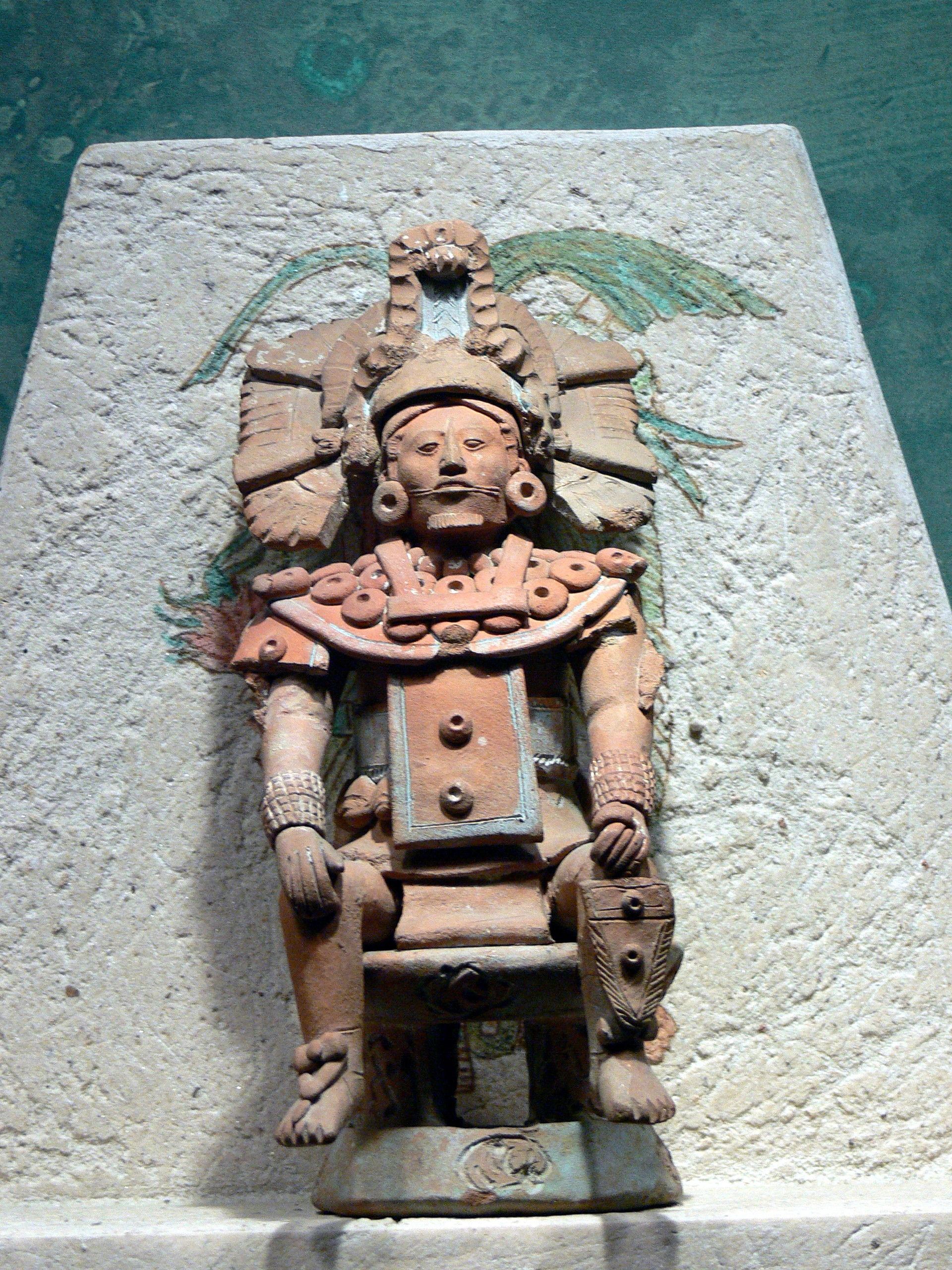
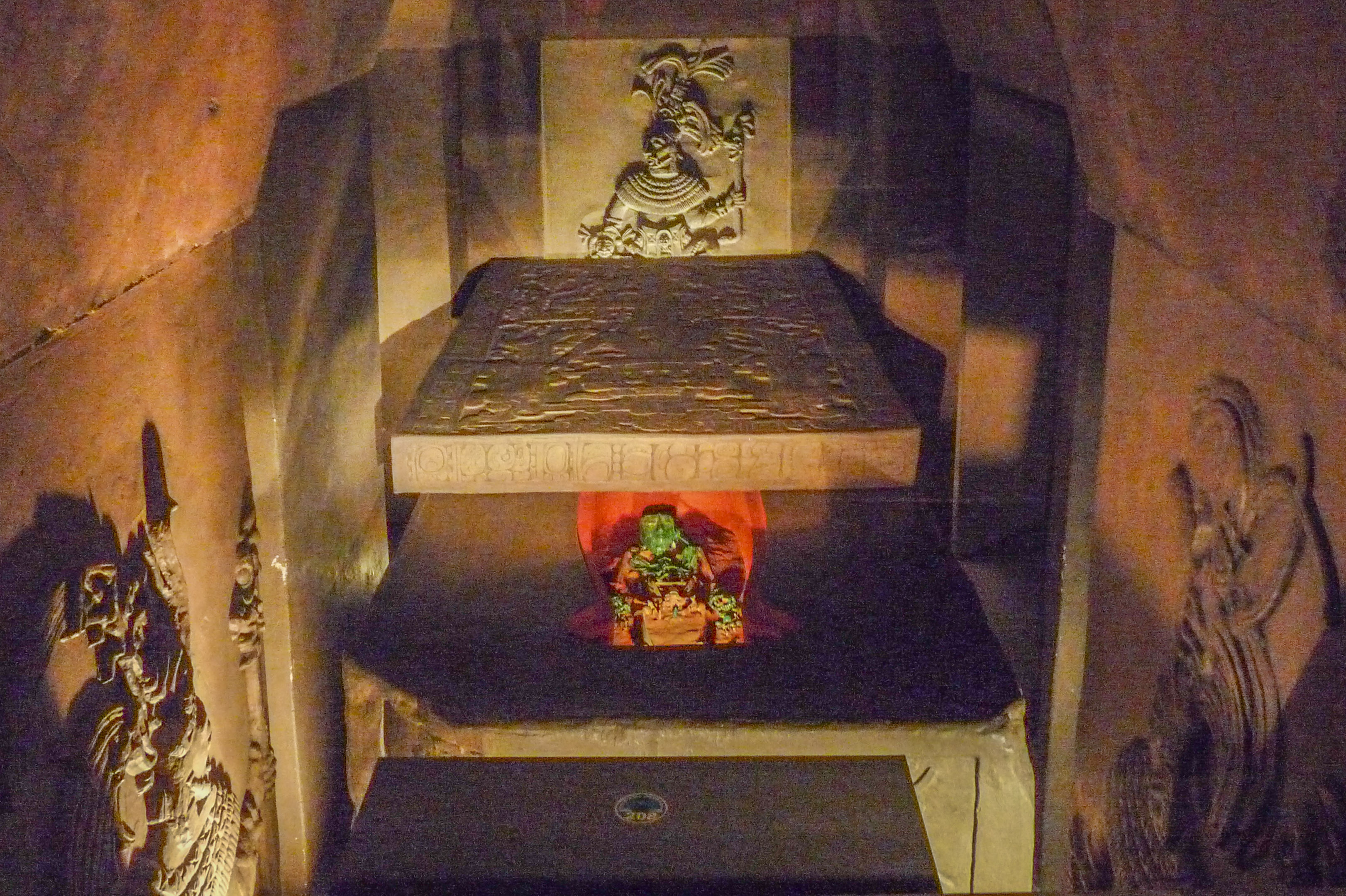
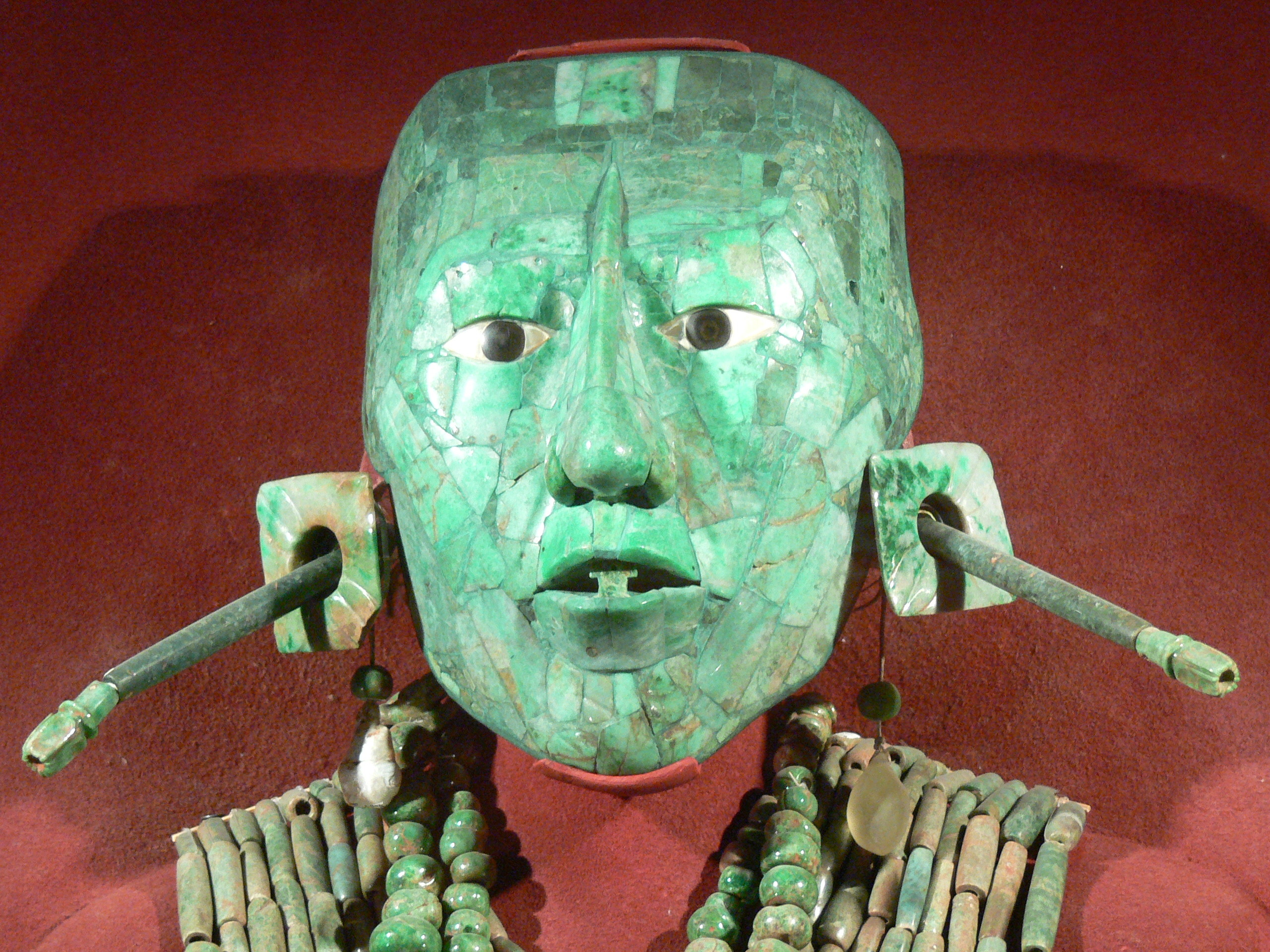
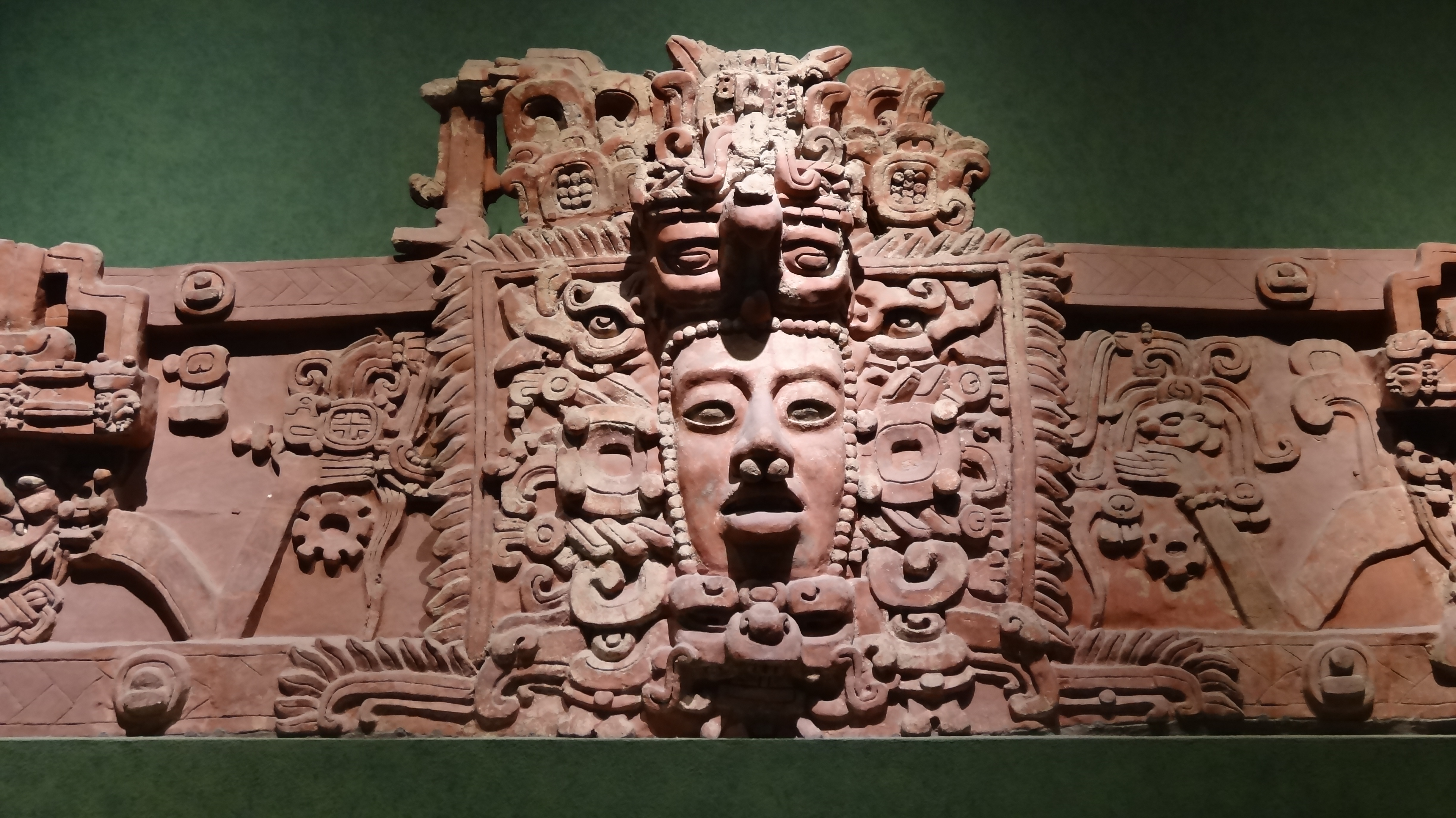
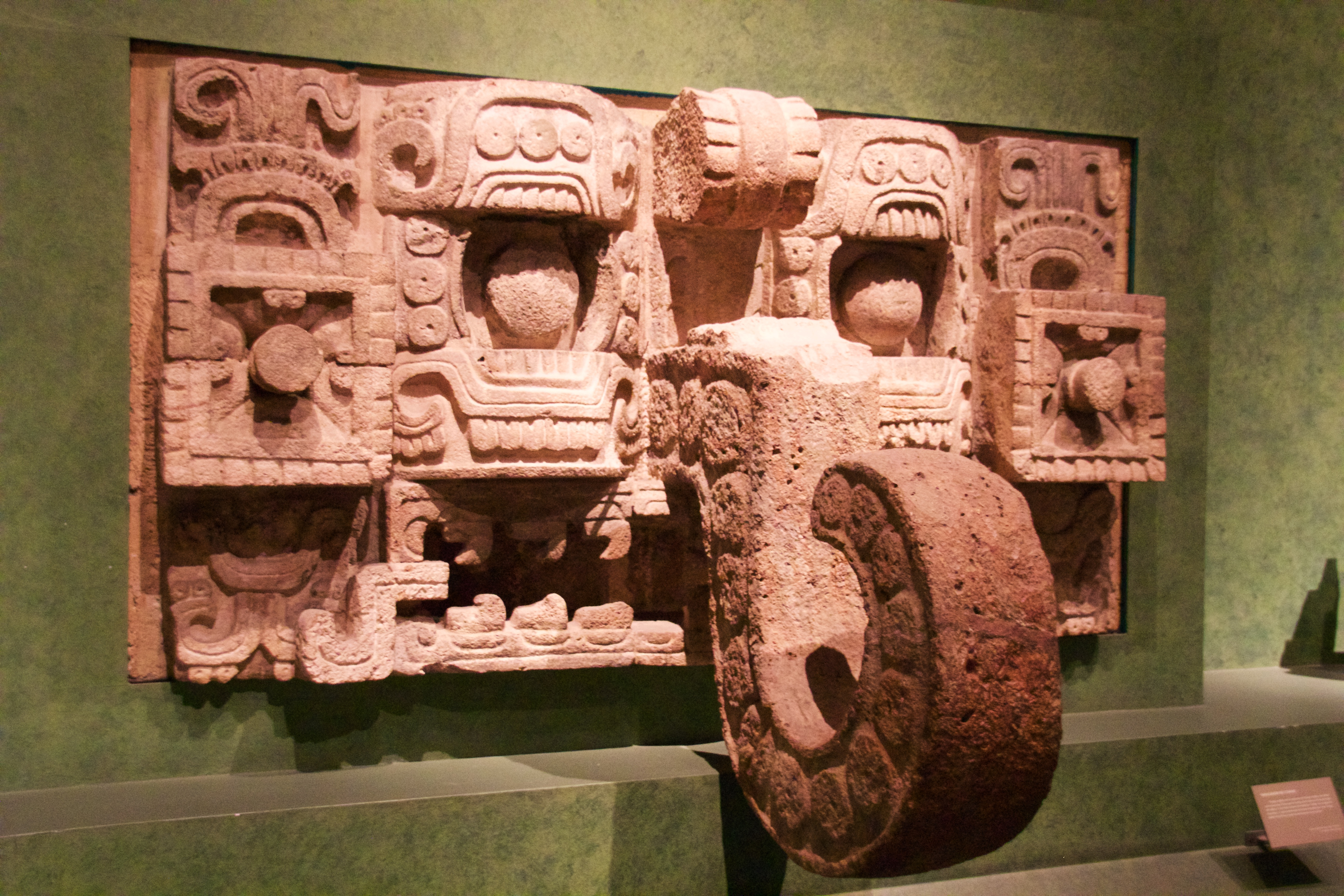
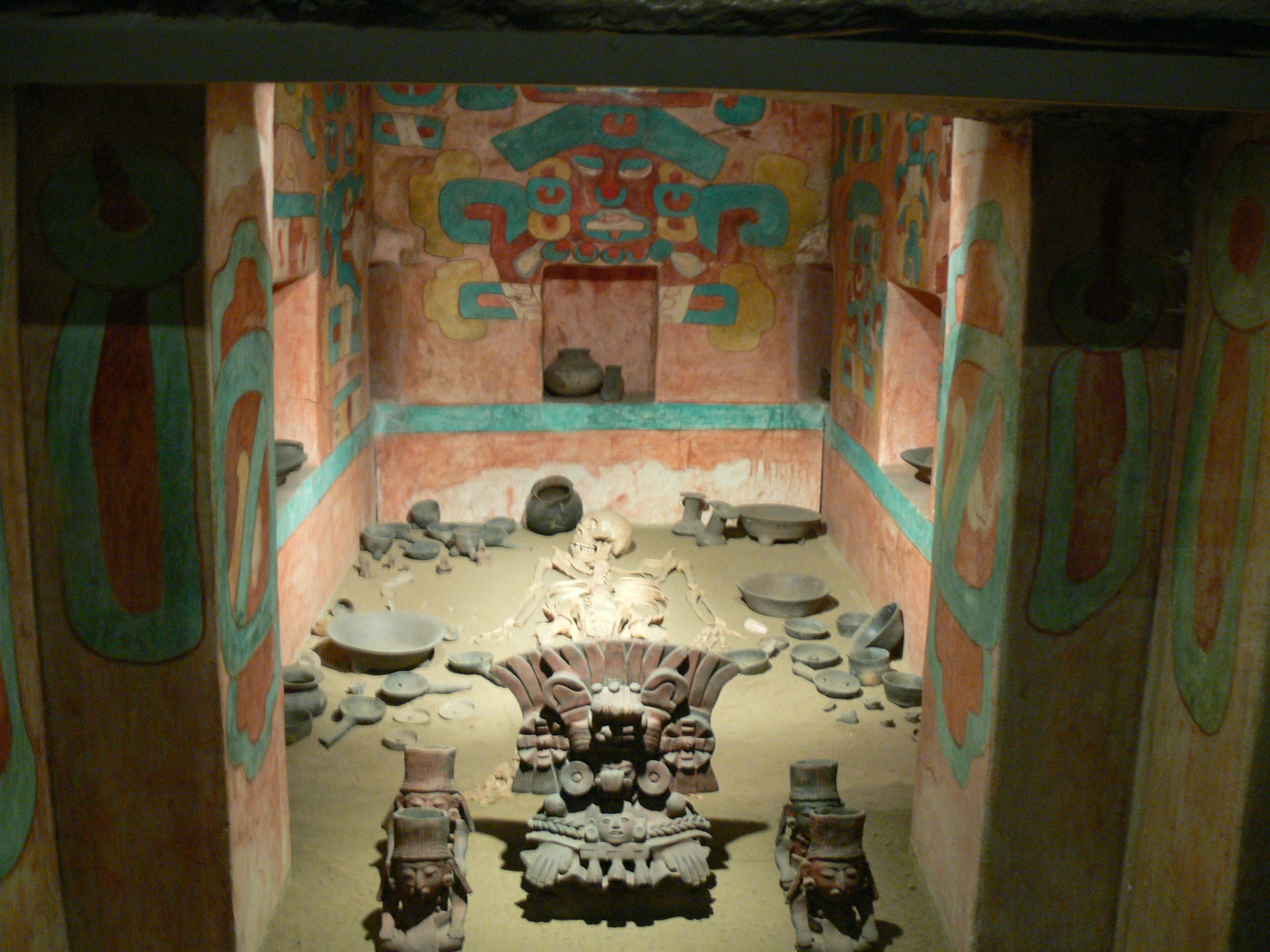
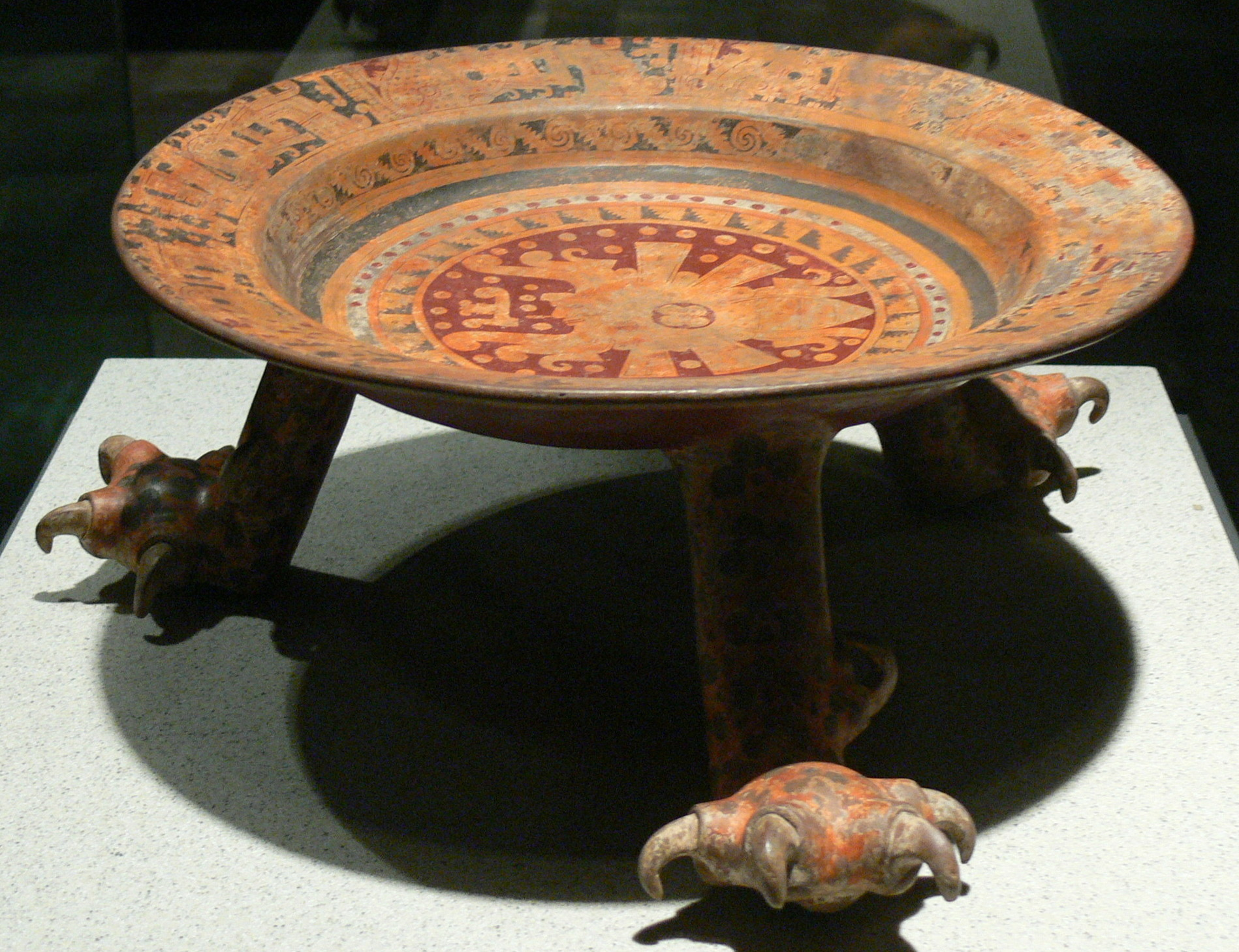
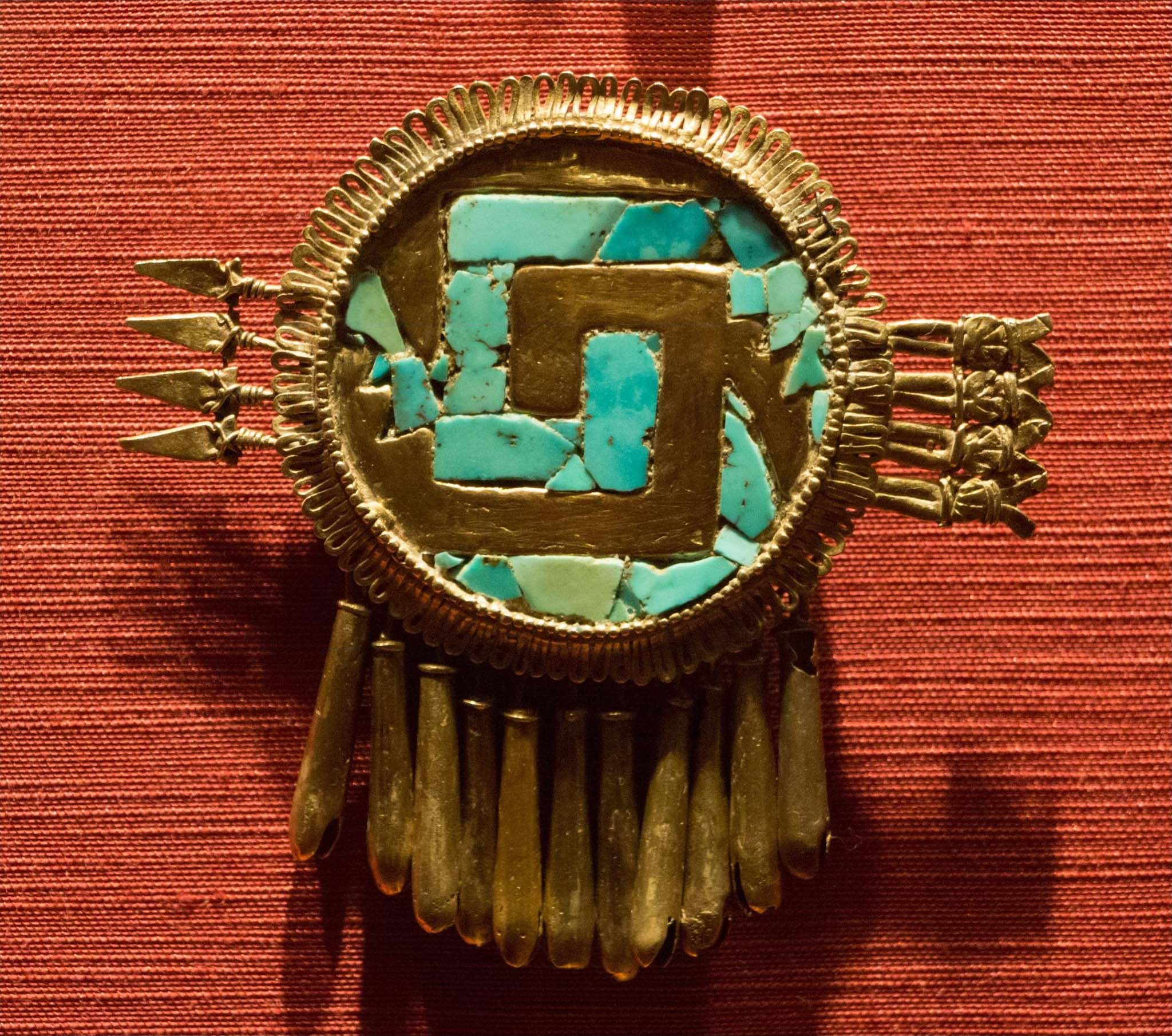
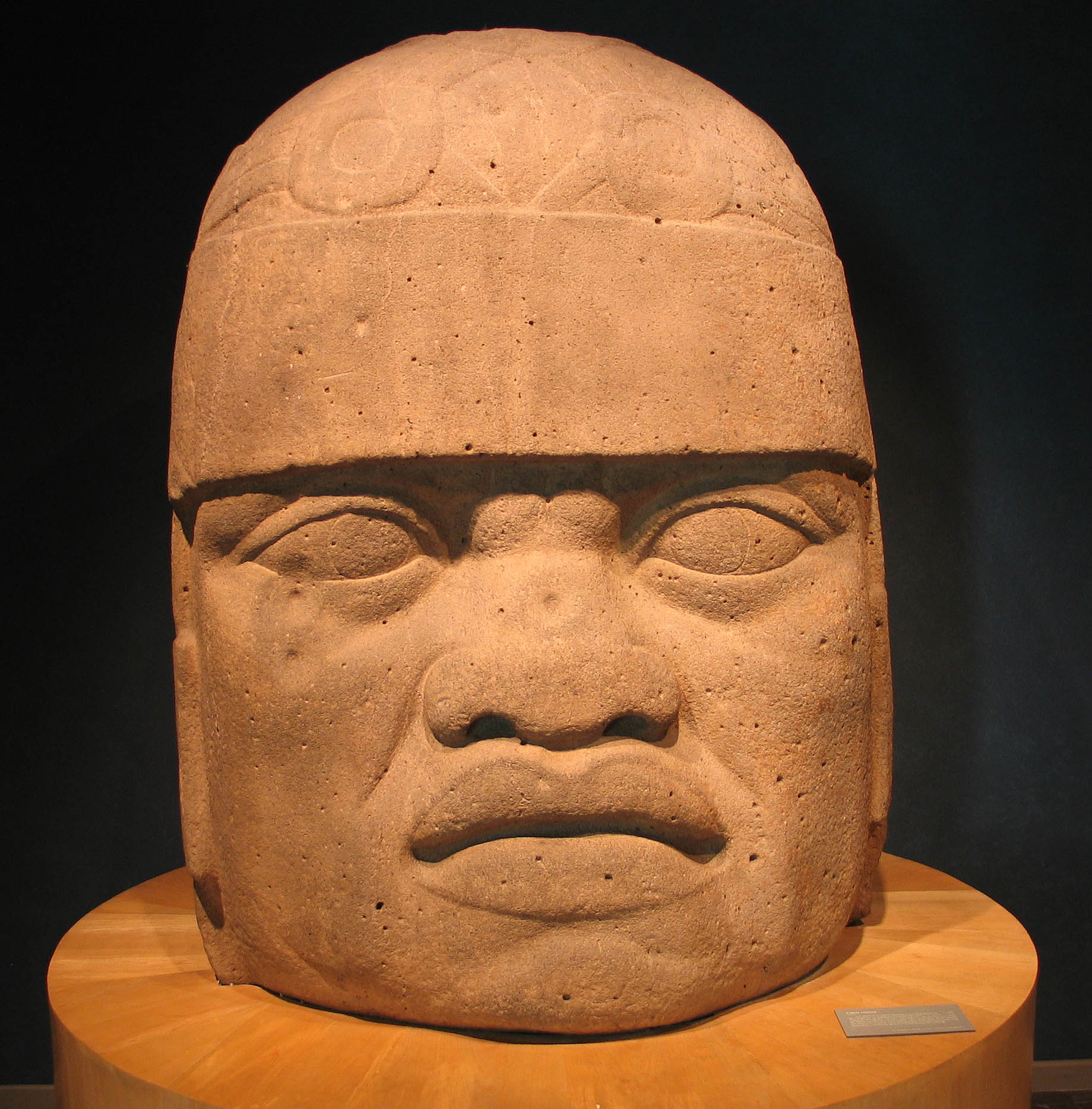
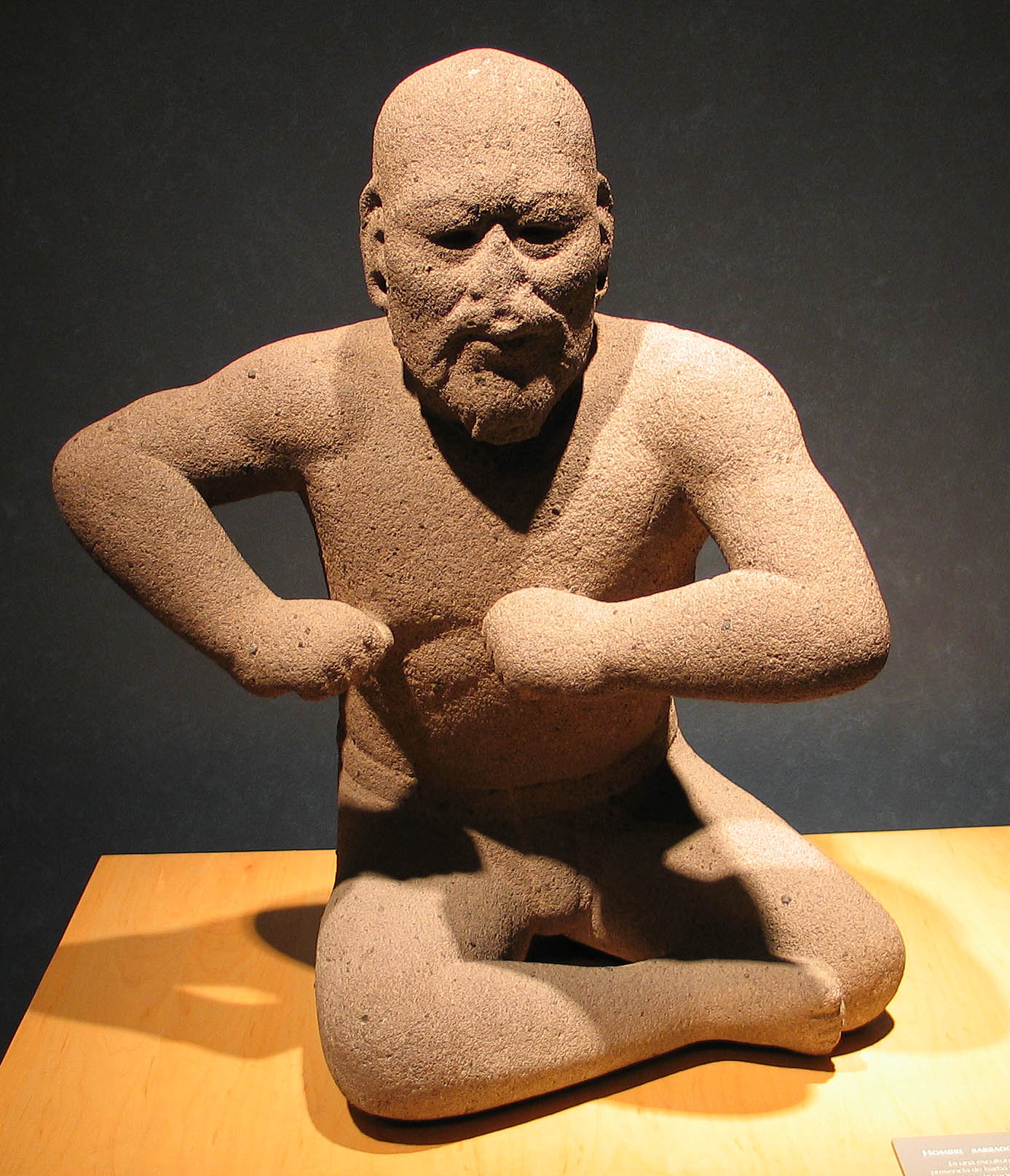
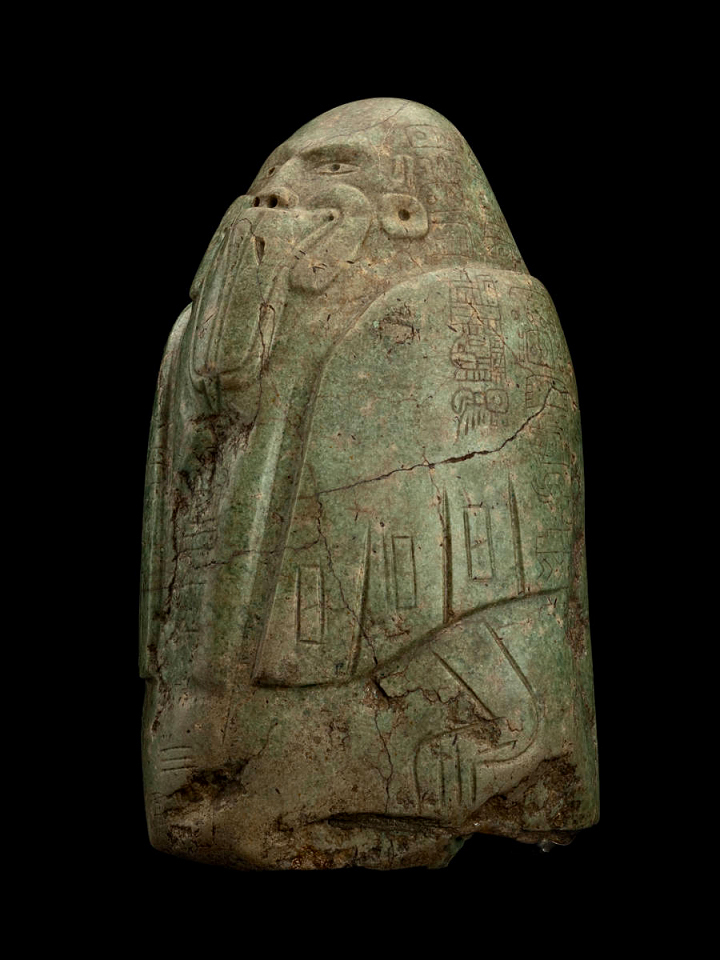
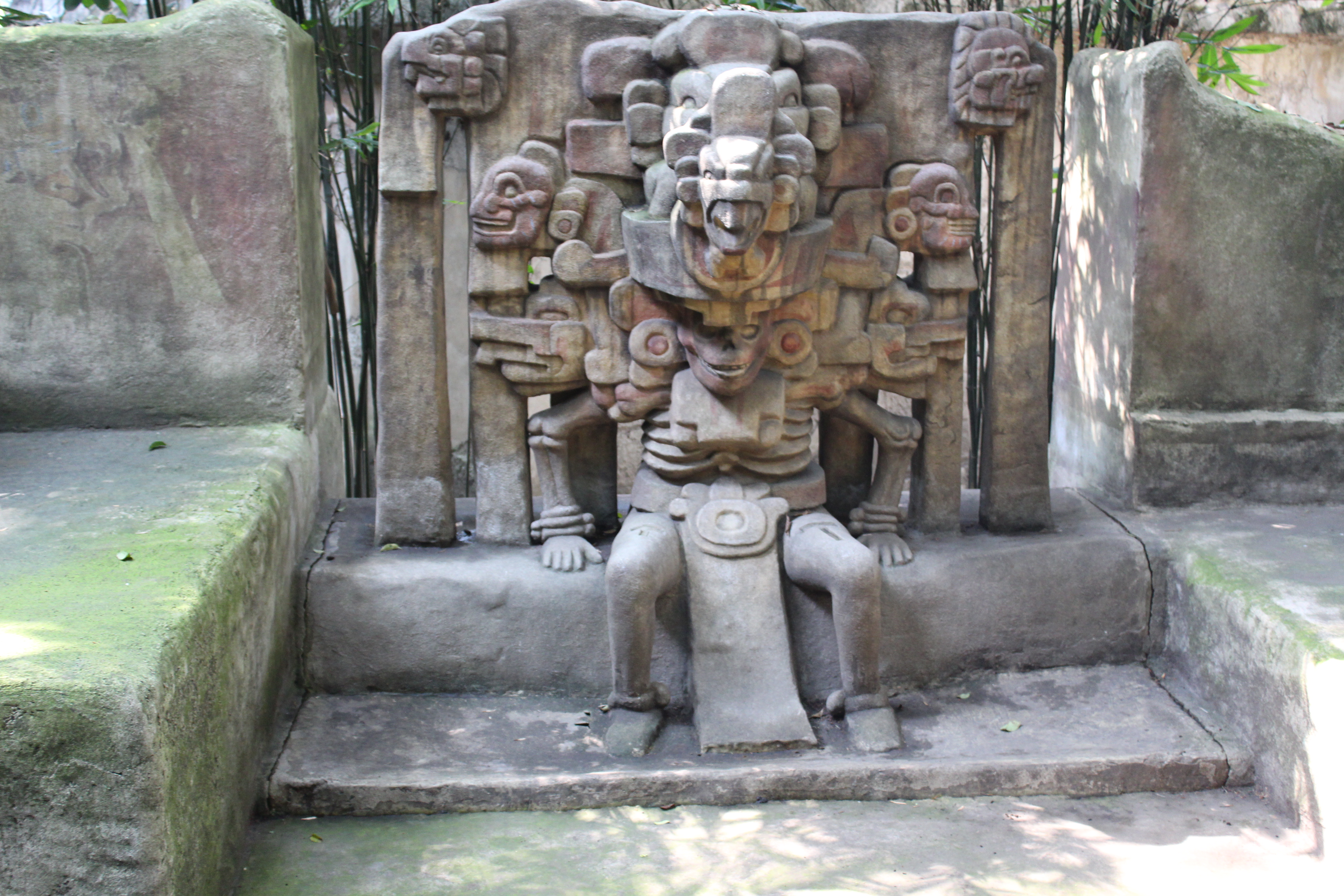
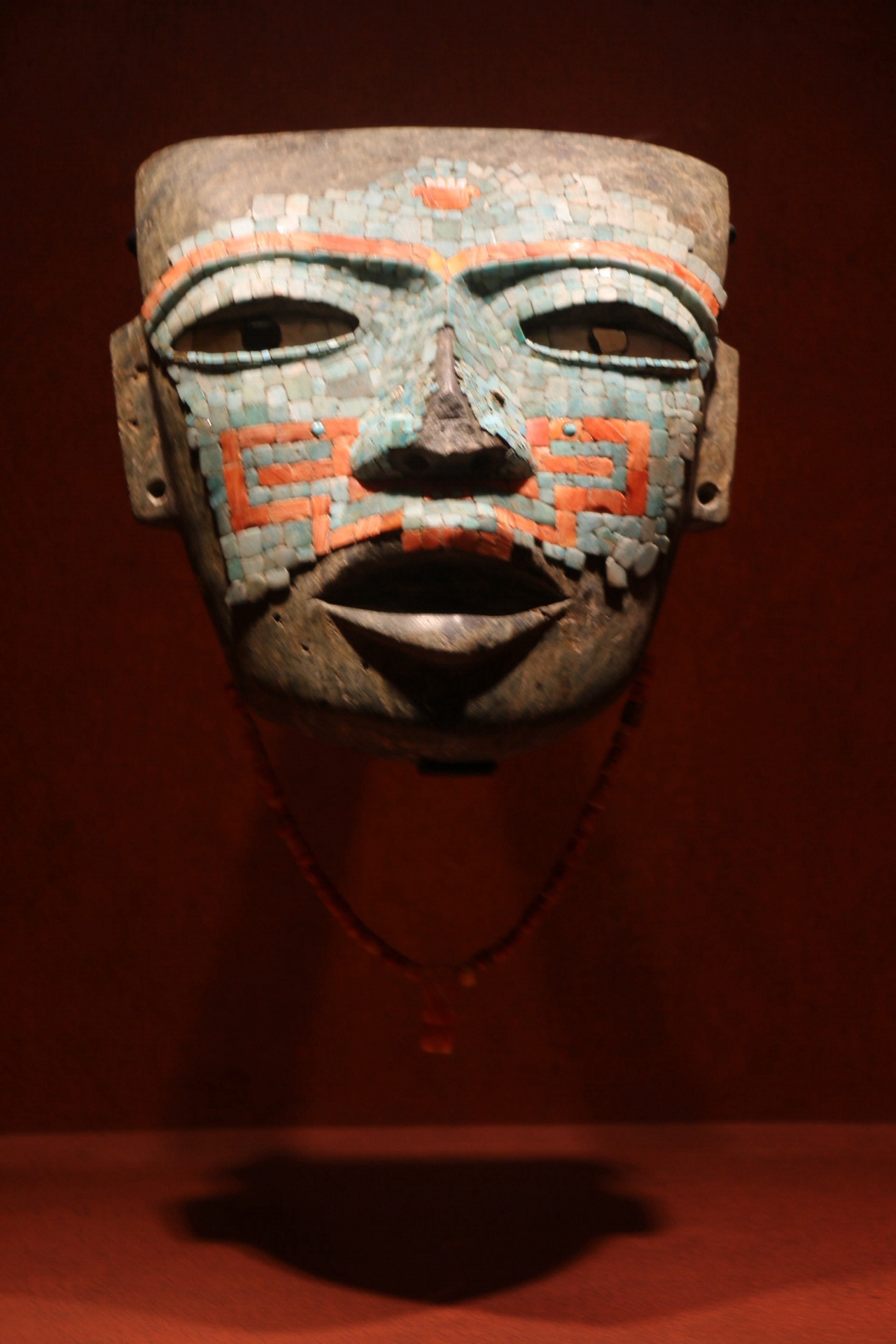